# イオン (店舗ブランド)

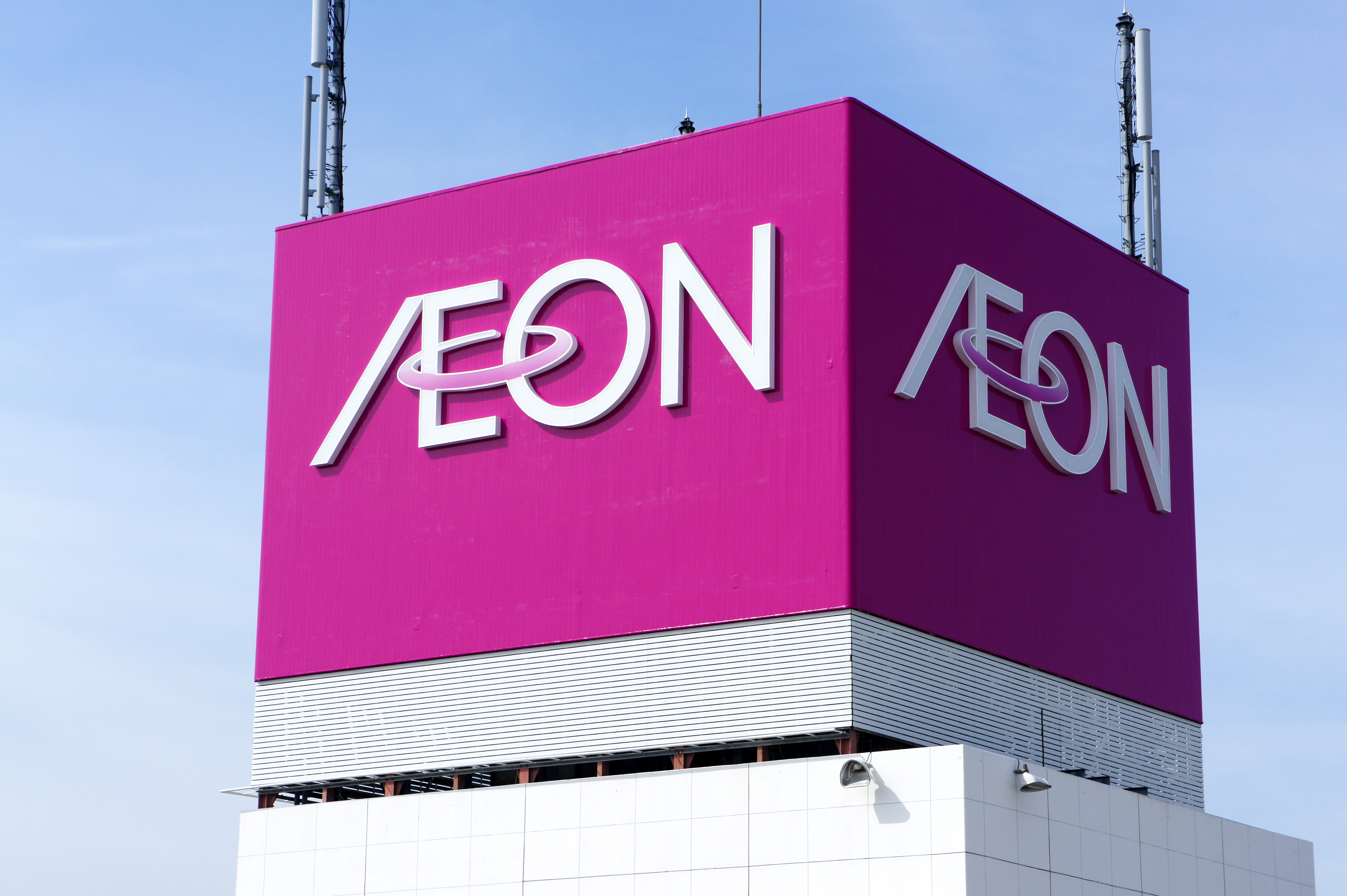
イオンスタイル新茨木（大阪府茨木市）にある「イオン」の看板

イオン（英: AEON）は、イオングループが展開する店舗ブランド。総合スーパー（GMS）とスーパーマーケット（SM）の形態がある。

## 概要

### 店舗ブランド「イオン」の誕生

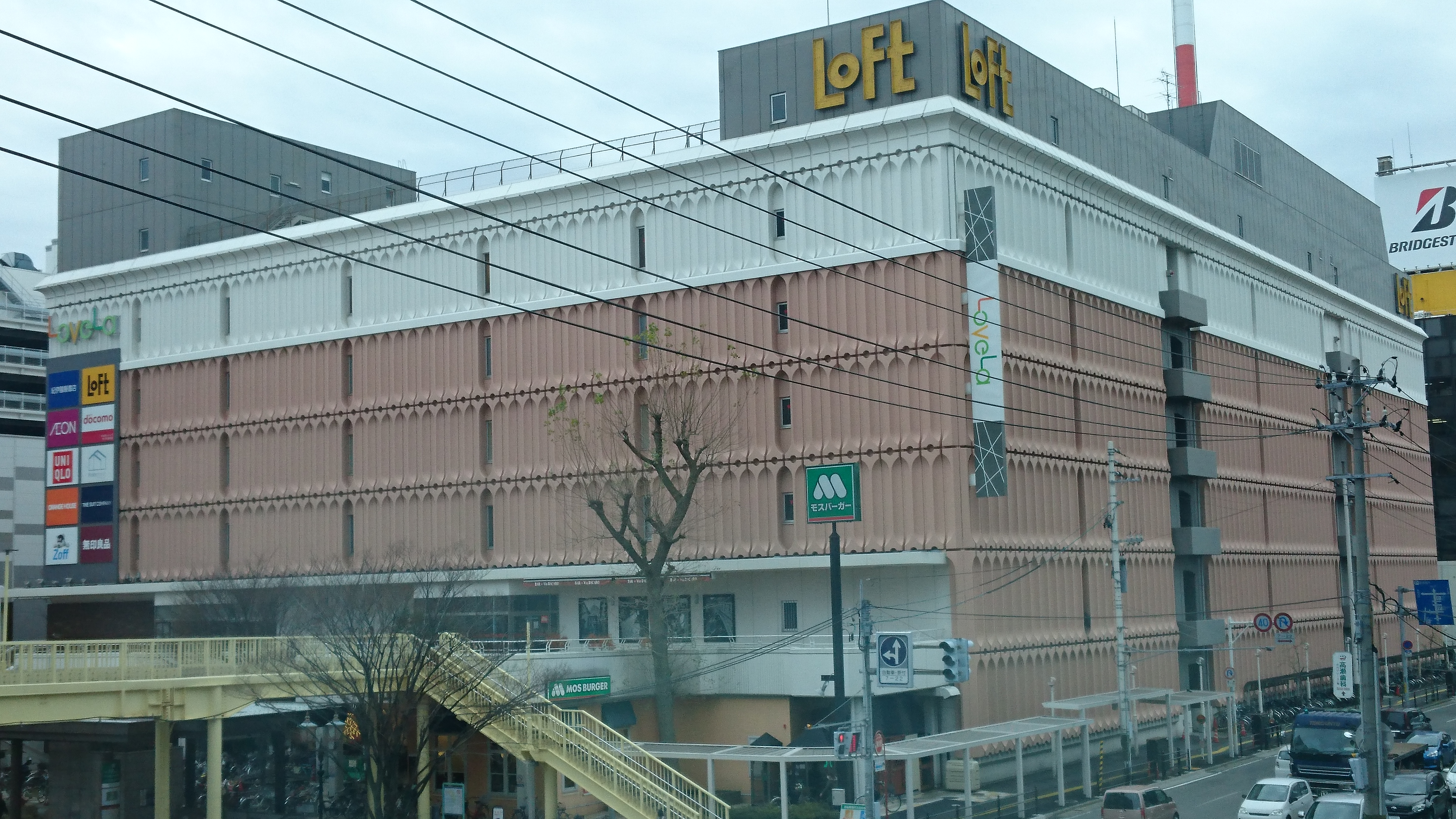
イオンスタイルラブラ万代 (かつてのダイエー新潟店)
（新潟県新潟市中央区、イオンリテール運営）
※店舗ブランドとしての「イオン」1号店 (ダイエーからイオンへの直接の継承は行われていない)

店舗ブランドとしての「イオン」が誕生したのは2007年（平成19年）3月2日に開業した複合商業施設LoveLa万代にオープンしたラブラ万代店である。この時は食品に特化した都市型スーパーマーケット業態であった、複合商業施設に入居する都市型スーパーマーケットのブランドとしてイオンリテールが展開していた。

### 総合スーパーの店舗ブランドへ
2010年（平成22年）3月10日にカルフールSAとの店舗名称使用ライセンス契約が前日の同年3月9日で終了した ことに伴い、旧・イオンマルシェが展開していたカルフール6店舗を屋号変更して総合スーパーとしての「イオン」が誕生した。
その後、同年4月21日にイオン九州が運営していた戸畑サティを改装により直営部分がイオン戸畑店として新装開店し、同年11月26日にイオンリテールが売上低迷や老朽化のため閉店したジャスコいかるが店跡地にSSMであるイオンいかるが店を開店した。
そして、いかるが店がオープンする少し前の2010年（平成22年）10月6日にイオンマルシェ・マイカルを順次イオンリテールへ吸収合併するのに合わせてジャスコやサティの店舗名も順次「イオン」に変更・統一することとなり、イオン北海道、イオン九州、琉球ジャスコ（現・イオン琉球）もグループ内で追随するように各社が展開していたジャスコ・サティ・ポスフールも同様「イオン」へ変更・統一することとなった（琉球ジャスコは「ジャスコ」のみの展開であるため、店舗名称変更の扱いとなっている）。
そして、2011年（平成23年）3月1日に広島サティを除くジャスコ・サティ・ポスフール、そして、イオンリテールで唯一のマックスバリュ店舗であったマックスバリュ中条店が一斉にブランド変更を行い、「イオン」に統一された（広島サティは2011年（平成23年）7月18日に閉店）。

### ダイエーの完全子会社化と業態の見直し
2015年（平成27年）1月1日にダイエーを完全子会社化することに伴い、同社の店舗を含めた業態の見直しを進めることになった。
その一環として、完全子会社化前の2014年（平成26年）10月28日に「ダイエー浦安駅前店」を惣菜を中心に中食を強化した食品スーパー業態「フードスタイルストア」として新装開店した。
この業態は、総合食品小売業態として首都圏と京阪神の駅前立地多層階の大型店に適用し、ダイエーの店舗名を廃止して新店名を変更することが構想されていたほか、イオンリテールの首都圏と京阪神の駅前立地多層階の店舗にも適用を目指していた。
この方針に則り、2015年（平成27年）6月20日に改装して新装開店した「ダイエー赤羽店」が店舗ブランドとしての「イオンフードスタイル」1号店となった。
なお、ダイエーの店舗名を廃止する方針は変更されて使い分けることになり、2022年（令和4年）4月1日に「ダイエー豊洲店」を皮切りに足元商圏の場合には新店舗でもダイエーの店名での出店を再開している。
また、この時点では、総合スーパーは、ファミリー向けの「イオンスタイルストア」、と高齢者向けの「イオンGG（グランド・ジェネレーション）ストア」の2業態を展開するとしていたが、「イオンGG（グランド・ジェネレーション）」のコンセプトを導入した「イオンスタイルストア」も出店している。
このうち、「イオンスタイルストア」は従来型のGMSよりサービス化・専門化を図った新業態として、2007年（平成19年）4月27日に開店した（2代目）ジャスコ大垣店（現・イオン大垣店）が標榜していたのが始まりである。
2015年（平成27年）9月1日にはダイエーが運営していた店舗のうち、マックスバリュ北海道へ継承した店舗と直前の8月23日に閉店した岩見沢店を除く北海道の「ダイエー」8店舗およびカテプリ新さっぽろの1店舗をイオン北海道へ、愛知県の5店舗をイオンリテールへ、マックスバリュ九州へ継承した14店舗を除く九州地区の「ダイエー」24店舗をイオンストア九州（同社からの事業受託によりイオン九州が運営）へそれぞれ継承され、北海道と九州地区の店舗は店舗ブランドを「イオン」に一斉変更。
愛知県内の店舗は「ダイエー」のままイオンリテールへ継承されたが、同年9月27日をもって「ダイエー」としての営業を終了し、2日間の休業を経て、同年10月1日に店舗ブランドを「イオン」に変更した。
なお、カテプリ新さっぽろ店については2016年（平成28年）4月末をもって一旦営業を終了。同年12月16日の第1期オープン（地下2階から2階部分）に伴って「カテプリ」に名称変更し、建物転借によりイオン北海道からイオンモールへ運営移管した。
2016年（平成28年）3月1日には、ダイエーが運営していた宮城県・山梨県及び関東・関西地区の一部店舗の29店舗と、マックスバリュ東北（現・イオン東北）が運営していた新潟県内の7店舗の計36店舗をイオンリテールへ継承。継承後、旧「ダイエー」店舗のうち28店舗については、北本店（埼玉県北本市）を皮切りに順次「ダイエー」としての営業を終了し、2日間の休業を経て店舗ブランドを「イオン」に屋号変更されており、3月30日の金剛店（大阪府大阪狭山市）、古川橋駅前店（大阪府門真市）、富雄店（奈良県奈良市）、三田店（兵庫県三田市）の屋号変更をもって完了。
残る碑文谷店（東京都目黒区）は5月5日をもって「ダイエー」としての営業を終えて改装に入り、12月16日に1階から4階部分の営業を再開して店舗名をイオンスタイル碑文谷に改めた。また、旧「マックスバリュ」店舗は継承前の同年2月27日までに営業を一旦終了して改装に入り、同年3月15日に村上肴町店（新潟県村上市）のオープンを皮切りに順次「イオン」へ屋号変更の上で営業を順次再開し、同年3月30日の亀田店（新潟県新潟市江南区）の営業再開をもって完了した。
2025年（令和7年）3月から4月にかけ、ダイエーが運営していた東大阪店（大阪府東大阪市）、おおとり店（大阪府堺市西区）、大宮店（埼玉県さいたま市大宮区）、西宮店（兵庫県西宮市）の4店舗をイオンリテールへ順次承継（承継に先立ち、同年1月から2月に順次閉店済）。同年4月から6月にかけて「イオンスタイル」へ転換の上で順次再開業している。

## 店舗
福井県はジャスコ時代の2003年に撤退して以降、20年余り「空白県」となっていた。新規出店を見送っていた理由は福井市のショッピングタウンピアからの撤退を巡って地元としこりが残ったことが原因とされるが、2024年7月13日に福井市西開発のラニイ福井貨物跡地に開業した北信越地方初となる都市型ショッピングセンター「そよら福井開発」の中核店舗として「イオンスタイル福井開発」がオープンしたことで、ジャスコ撤退以来21年ぶりの再進出によりブランドを「イオン」に統一してから13年目で全都道府県への出店を達成した。

### 総合スーパー（GMS）
総合スーパーの店舗名としての「イオン」は、2010年3月10日より「カルフール」から転換された「イオン」店舗（イオンマルシェを参照）6店で利用を開始し、2010年4月23日には「戸畑サティ」がイオン戸畑ショッピングセンターとして新装開店する際に直営部分が「イオン戸畑店」に改称されたのが始まりで、2011年（平成23年）3月1日に広島サティを除くジャスコ・サティ・ポスフール・マックスバリュ中条店を「イオン」に統一して主力の店舗ブランドとなった。
2015年（平成27年）9月1日にはダイエーが運営していた店舗のうち、北海道の「ダイエー」8店舗およびカテプリ新さっぽろの1店舗をイオン北海道へ、愛知県の5店舗をイオンリテールへ、九州地区の「ダイエー」24店舗をイオンストア九州（同社からの事業受託によりイオン九州が運営）へそれぞれ継承され、店舗ブランドを「イオン」に一斉変更し、愛知県内の店舗も同年10月1日に店舗ブランドを「イオン」に変更したことで、旧・ダイエーの総合スーパーにも用いられるようになった。
2024年（令和6年）10月に西友から承継されたイオン北海道運営の店舗のうち、札幌西町店と札幌手稲駅前店は総合スーパーの業態となる。

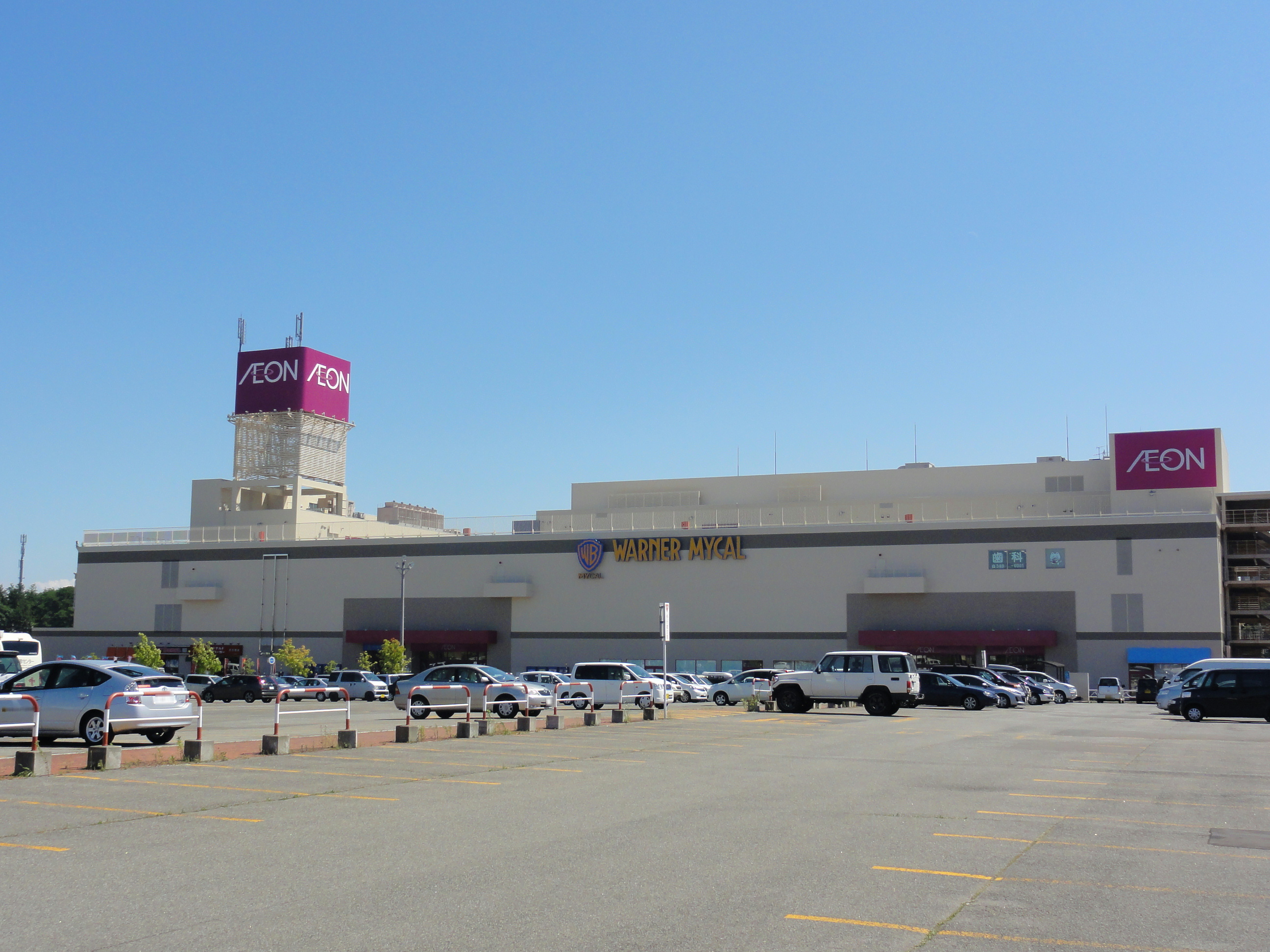
イオン江別店 （北海道江別市、イオン北海道運営） ポスフールから転換した店舗の例
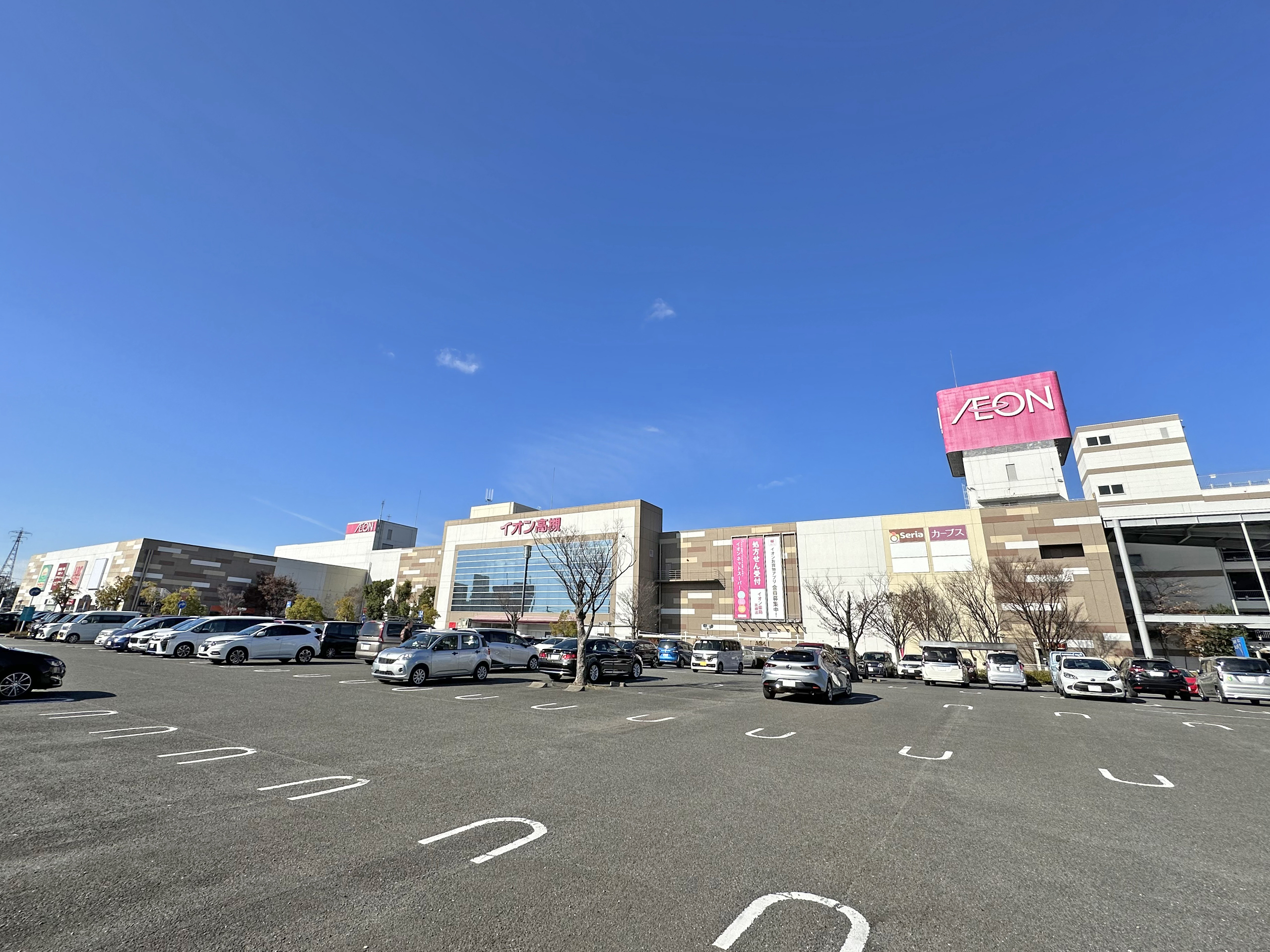
イオン高槻店 （大阪府高槻市、イオンリテール運営） ジャスコから転換した店舗の例
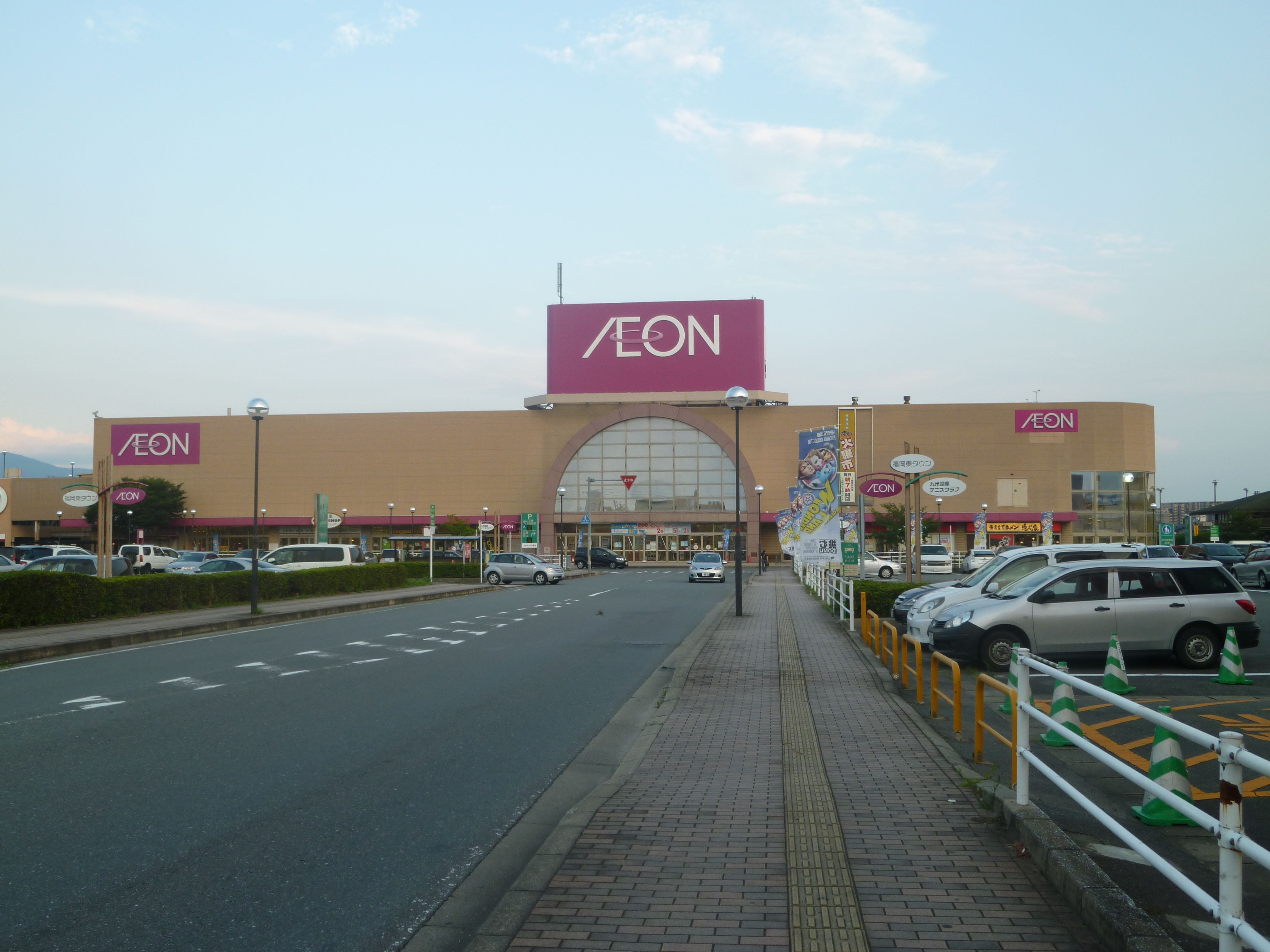
イオン福岡東店 （福岡県糟屋郡志免町、イオン九州運営） サティから転換した店舗の例
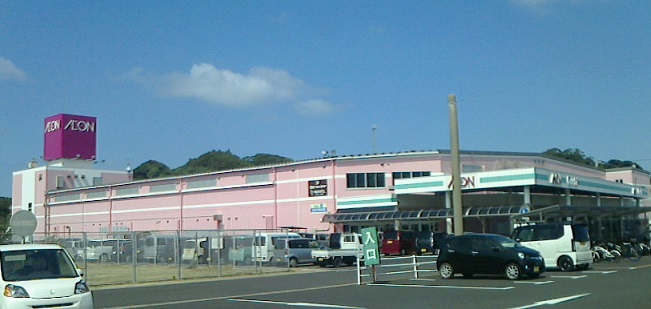
イオン壱岐店 （長崎県壱岐市、イオン九州運営） ダイエーから転換した店舗の例 離島にある店舗の一つ

### スーパーマーケット（SM）
複合商業施設に入居する都市型スーパーマーケットのブランドとしてイオンリテールが展開していたのが始まりで、2007年（平成19年）3月2日に開業した複合商業施設LoveLa万代にオープンしたラブラ万代店が1号店である。
ダイエーの完全子会社化に伴う業態見直しの際にも即食・中食強化の都市型スーパーの業態の展開を目指していた。
2024年（令和6年）10月に西友から承継されたイオン北海道運営の店舗のうち、札幌平岸店・札幌清田店・札幌旭ヶ丘店はフード&ドラッグ（SSM）型業態、札幌厚別店はSM業態となる。

### 派生業態
イオン以外の店舗ブランド・業態については、イオングループの商業ブランドを参照。

### 閉店した店舗
本項では「イオン」にブランド変更された後に閉店した店舗を述べる。通常業態としての「イオン」名義の閉鎖店舗については屋号を省略する。
【参考】過去に存在したジャスコの店舗／過去に存在したマイカルの店舗／過去に存在したダイエーの店舗

#### 北海道地区
- （初代）旭川春光店（北海道旭川市春光町10[40]、1981年（昭和56年）7月1日開店[40] - 2022年（令和4年）2月28日閉店[広報 16][41]）
  - 敷地面積約22,925m2[40]、鉄筋コンクリート造地上3階建て塔屋1階[40]、延べ床面積約22,273m2[40]、店舗面積約11,569m2[40]（直営店舗面積約7,418m2[40] → 約10,398m2[42]）、駐車台数約700台[40]。
  - 開店当初は「ニチイ旭川ショッピングデパート」で[43]、1996年(平成8年)5月24日に増床して「春光サティ」に業態転換した[42]。2002年に「ポスフール春光店」、2011年に「イオン旭川春光店」と改称していた。
  - 建物の老朽化などもあり、建て替えのため一旦閉店[44]。イオン北海道運営店舗での閉店は当店が初となった。
  - 2024年（令和6年）9月13日に「イオン旭川春光ショッピングセンター」の核店舗に位置付けられる2代目店舗として約2年7ヶ月ぶりに再開業した（平屋建ての近隣型ショッピングセンター（NSC）となり、核店舗は食品・日用品・医薬品などの生活必需品に特化した品揃えとなる）[45][広報 17]。

#### 東北地区

##### 青森県
- 七戸店（上北郡七戸町、1994年(平成6年)10月4日開店[46][47] - 2011年(平成23年)8月31日閉店[48]）
  - 店舗面積約6,400m2[46]
  - ワンフロア2000坪のSSM（スーパー・スーパーマーケット）業態第1号の実験型店舗であった[49]。
  - 東北新幹線七戸十和田駅前にイオン七戸十和田駅前店を核店舗にイオン七戸ショッピングセンターが2011年（平成23年）9月15日に開業[50]。従業員は七戸十和田駅前店に引き継がれた[48]。

##### 岩手県
- 江刺店（江刺市岩谷堂字下惣田96-2[51]（現・奥州市）、2003年(平成15年)4月開店 - 2019年(令和元年)11月10日閉店[52]）
  - 敷地面積約13,318m2[51]、鉄骨鉄筋コンクリート造地上2階建て塔屋1階[51]、延べ床面積約7,425m2[51]、店舗面積約5,846m2[51]（直営店舗面積約4,500m2[51]）、駐車台数約310台[51]。
  - 1986年（昭和61年）10月25日に東北ニチイ（後のマイカル東北）が[53]江刺市初の大型店として「ニチイ江刺ショッピングデパート」として開業したのが始まりである[54]。1996年（平成8年）8月に「江刺サティ」へ転換されたものの、マイカルの経営破綻の影響を受け、2002年（平成14年）8月をもって閉店した[52]。
  - その後、2003年（平成15年）4月にマイカルのスポンサーとなったイオンによりジャスコ江刺店を核店舗とする「イオン江刺ショッピングセンター」として再開業した[52]。2008年（平成20年）に2階が閉鎖されて食品スーパーとなり[52]、2011年（平成23年）3月1日の「イオン」へのブランド変更に伴い[5]「イオン江刺店」となった[52]。
  - 近隣にある江刺ツインプラザ[注 5]の一部にイオンタウン江刺が2019年（令和元年）11月29日に開業して核店舗として「イオンスタイル江刺」が出店し[55][56]、実質的な移転による閉店となった[52]。

##### 宮城県
- （初代）利府店（宮城郡利府町利府字新屋田前22[57][58]、2000年(平成12年)4月28日開店[57] - 2021年(令和3年)1月31日閉店[広報 18]）
  - 敷地面積約96,498m2[57]、鉄骨造地上3階建て[57]、延べ床面積約79,825m2[57][58]、店舗面積約43,231m2[58]（直営店舗面積約17,869m2[57]）、駐車台数約3,000台[57][58]。
  - イオン利府ショッピングセンター（2011年(平成23年)11月21日に「イオンモール利府」へ改称）の核店舗として「ジャスコ利府店」が開業[57][58]。
  - 「イオンモール利府」の全館リニューアルに伴い、2021年（令和3年）1月31日に移転のため閉店となった[広報 18]。
  - 既存棟（現在の「イオンモール新利府 北館」）の県道8号仙台松島線（利府街道）を挟んで南側に、2021年（令和3年）3月5日に開業した「イオンモール新利府 南館」の核店舗として移転オープンし、「イオンスタイル新利府」に改称された[広報 19]。なお、イオンスタイル新利府はイオンリテールとイオン東北の両社が運営を担当し、「イオン」および「イオンスタイル」の店舗では初めて複数の運営会社が共同で運営する店舗となった（店長も両社から1名ずつの2名体制となる）[59]。
  - 旧店舗は全面改装を経て、2021年（令和3年）7月2日に「イオンモール新利府 北館」としてリニューアルオープンされ、マックスバリュ南東北（現・イオンビッグ）が運営する食品ディスカウントストア「ザ・ビッグ 新利府店」・ニトリ（約5,400m2）・コジマ×ビックカメラ（約2,700m2）・ダイソー（約2,500m2）などが出店する形となった[広報 20]。
- 仙台店（仙台市青葉区、1975年(昭和50年)9月開店 - 2025年(令和7年)2月28日閉店[60]）
  - 読売不動産系の複合ビル「読売仙台ビル」及び「新伝場町中央通りビル」の核店舗となる「ダイエー仙台店」として開業。全国のダイエー店舗の中でも主力店舗であり、最終的に東北地方に残った唯一の店舗であった[61]。2011年（平成23年）3月11日の東日本大震災発生時には阪神・淡路大震災での経験を生かして直営の食品売場の早期再開を実現させた。2016年（平成28年）3月1日付でイオンリテールへの運営移管に伴って現在の「イオン仙台店」となった。その翌年の6月には、同年2月にエマルシェの破綻に伴い閉店した「さくら野百貨店仙台店」で営業していた一部の専門店を移転開業させ、受け皿としての役割も果たした[61]。
  - 2020年（令和2年）3月1日付でイオン東北へ運営が再移管されてからも営業が続けられたが、読売不動産系との賃貸借契約満了に伴い閉店となった[61]。閉店後の読売仙台ビルについても解体され、東急不動産が主体となった再開発が検討されている[62]。

##### 福島県
- 相馬店 (相馬市馬場野字雨田51、1989年(平成元年)11月10日開店[63] - 2022年(令和4年)3月17日より休業[64] - 2022年 (令和4年) 7月31日閉店[65])
  - ジャスコの福島県第1号店「ジャスコ相馬店」として開業[63]。ショッピングタウンベガの核店舗であった。
  - 2022年（令和4年）3月16日に発生した福島沖地震による災害で建物を中心に甚大な被害が出たため3月17日より休業していたが、営業を再開することなく同年7月31日に建て替えのため一時閉店することになった[65]。
- 郡山フェスタ店（福島県郡山市日和田町小原1[66][67]、1996年(平成8年)4月27日開店[66][67] - 2023年(令和5年)8月31日閉店[広報 21]）
  - 敷地面積約157,024m2[66][67]、鉄骨造地上2階建て[66]、延べ床面積約40,781m2[66][67]、店舗面積約26,617m2[66]（直営店舗面積約15,293m2[67]）、駐車台数約3,800台[66][67]。
  - 日和田町商工会の郊外への商業集積という長期ビジョンに則って株式会社日和田ショッピングモールと共同で開設した[66]ショッピングモールフェスタの核店舗「ジャスコ郡山フェスタ店」として開業した[67]。
  - 2011年（平成23年）3月1日に現在の「イオン郡山フェスタ店」となった。ブランド変更の10日後に発生した東日本大震災や2021年・2022年に相次いで発生した福島県沖地震の影響で幾度どなく休業を余儀なくされるほどの甚大な被害を受けたことを背景に、災害に強く、防災拠点としての機能を果たすために新たな商業施設へ移行することとなり、一旦営業を終了する形で閉店した。
  - なお、地域のインフラ拠点を確保するため、ショッピングモールフェスタ内で営業していたブックオフプラス跡（2023年7月31日閉店）に居抜き出店する形で、食料品・酒・日用品を扱うスーパーマーケット業態の「イオン郡山店食品館」を同年9月15日に、ショッピングモールフェスタの近隣にあるイオンタウン郡山のスポーツオーソリティ跡にオープンする「FESTA VILLAGE（フェスタ ヴィレッジ）イオンタウン郡山」内に衣料品・学童用品（ステーショナリー・ランドセル）専門店の「イオン郡山店」を同年9月22日に順次開店した[広報 22]。

#### 関東地区

##### 茨城県
- 下市店（茨城県水戸市柳町2-11-6[68]、1982年（昭和57年）5月29日開店[68] - 2015年（平成27年）2月15日閉店）
  - 敷地面積約6,514m2[68]、地下1階地上3階建て[68]、店舗面積約7,702m2[68]（当社店舗面積約5,760m2[68]）、駐車台数約400台[68]。
  - 旧伊勢甚チェーン下市店として開店した[68]。「井伝醤油」がデベロッパーとなった「井伝ショッピングセンター」の核店舗で、本町商店街との駐車場共同利用などの条件付きで出店が認められた経緯があった[69]。店舗の老朽化により閉店。
  - 閉店後、建て替えられ、2018年11月1日に「イオンスタイル水戸下市」として再開業された（店舗が平屋建てとなり、食料品を中心とする生活必需品に特化した品揃えとなる）[70][広報 23]。
- 取手店（茨城県取手市戸頭1118-1[71]、1996年（平成8年）10月25日開店[71] - 2015年（平成27年）9月30日閉店）
  - 敷地面積約26,866m2[71]、鉄骨造地上4階建て[71]、延べ床面積約48,964m2、店舗面積約21,544m2[71]（当社店舗面積約12,035m2[71]）、駐車台数約1,187台[71]。
  - 「ジャスコ取手店」として開業した[71]。周辺地域に複数の大型店舗が進出したことで環境が変化し、それによる競争激化によって売上高が減少したことが要因[72]。
  - 跡地はセブン&アイ・ホールディングス傘下のヨークベニマルが再開発を行い、ショッピングセンター「ヨークタウン取手」となり、2019年（令和元年）7月12日に核店舗となる食品スーパー「ヨークベニマル取手戸頭店」が開業した。同年12月13日にサンドラッグ、12月15日にダイソーが順次開業し、これをもってヨークタウン取手はグランドオープンを迎えた[広報 24][広報 25]。
- つくば駅前店（茨城県つくば市吾妻1-6-1[73]（旧・筑波郡桜村吾妻1-1311-5[74]）、1985年（昭和60年）3月8日開店[75] - 2018年（平成30年）1月31日閉店）
  - 敷延べ床面積約86,037m2[73]、SC店舗面積約30,900m2[74] → 約45,948m2[73]、駐車台数約1,320台[74]。
  - 西武百貨店と共に筑波研究学園都市のショッピングセンター「クレオ」の核店舗として開店した[75]。開業当初は「ジャスコつくば店」として営業、2011年3月1日に「イオンつくば店」に改称した後、イオンモールつくば開業を前に同店の核店舗につくば店の名を譲る形でつくば駅前店に店舗名を改称した。つくばクレオスクエア「CREO」の核店舗であったが、つくば駅前店の閉店により、CREO全館の閉館に至った[76]。
  - 2019年（平成31年）3月27日にCREOの建物全体を日本エスコン（現：エスコン）が取得。つくば駅前店が入居していた棟は解体され、マンションに建て替えられた[広報 26]。施設自体は2021年（令和3年）5月19日にトナリエつくばスクエアとしてリニューアルオープンしている。
- 石岡店（茨城県石岡市石岡2752-1[77]、1987年（昭和62年）12月12日開店[77] - 2019年（平成31年）2月17日閉店）
  - 敷地面積約34,062m2[77]、鉄筋コンクリート造地下1階地上1階建て塔屋1階[77]、延べ床面積約12,436m2[77]、店舗面積約6,300m2[77]（直営店舗面積約4,300m2[77]）、駐車台数約1,000台[77]。
  - 石岡ショッピングセンター協同組合が開設した石岡ショッピングセンター「ぱれっと」の核店舗「ジャスコ石岡店」として開業した[77]。2000年代以降、周辺に近隣型ショッピングモールが開業したことで販売競争が激化し、競争力が低下したことが閉店の要因。閉店後に解体し、新しい商業施設へ移行する予定である[78]。

##### 埼玉県
- 北本店（埼玉県北本市中央4-63[79]、1980年（昭和55年）9月開店[80] - 2017年（平成29年）6月30日閉店）
  - 売場面積8,712m2[81]、駐車台数約500台[82]。
  - ダイエーからの転換店舗。忠実屋として開店し、1994年（平成6年）にダイエーとなる。2016年（平成28年）3月1日にイオンリテールに継承された[83]。
  - 閉店後に解体され、2018年10月17日にヤオコー北本中央店が開業した[84]。
- 川口店（埼玉県川口市安行領根岸字外谷田3180[85]、1984年（昭和59年）4月15日開店[85] - 2018年（平成30年）8月閉店[広報 27]）
  - 地上3階建て塔屋1階[85]、店舗面積約12,700m2[85] → 約14,580m2[85] → 約25,308m2[86]（当社店舗面積約8,000m2[85] → 約9,250m2[85] → 約16,079m2[86]）、駐車台数約1,000台[85] → 約1,500台[87]。
  - 川口グリーンシティ（後のイオンモール川口グリーンシティ[広報 28]→イオンモール川口[広報 29]）の核店舗として開業し[85]、1990年（平成2年）11月2日に大幅に増床して新装開店し[88]、その際にアメリカ型のVMD（ヴィジュアル・マーチャンダイジング）を導入した[87]。
  - イオンモール川口の建て替えに伴い、一旦営業を終了する形で閉店。2021年（令和3年）6月8日にショッピングモールのリニューアルグランドオープンに合わせ、イオンスタイル川口として再開業した[広報 27]。
- 所沢店（埼玉県所沢市東町5-22[89]、1981年（昭和56年）11月26日開店[90] - 2019年（令和元年）9月30日閉店[91]）
  - 敷地面積約9,915.72m2[89]、鉄骨コンクリート造地下2階地上7階建て[89]、延べ床面積約47,828.701m2[89]、店舗面積23,025m2[90]（直営店舗面積17,998m2[90]）、駐車台数約520台[90]。
  - 東栄ビルの核テナントして「ダイエー所沢店」が開業[89]。2016年3月1日に運営をイオンリテールが引き継ぎ、「イオン」にブランド変更した[92]。
  - 開業から30年が経ち、販売競争力が低下したことに加えて、消費者ニーズの多様化や近隣に駅直結型の商業施設が開業したことで業績が低迷し、売り上げがピーク時よりも落ち込んだことが閉店の要因となった[93]。
  - 閉店後、同じビルに入居する一部の専門店が1階に移転、規模を縮小しながら営業を続けていたが、改装に伴って2020年（令和2年）8月20日をもって全店舗閉店した[94]。その2日後に施設の名称を「トコトコスクエア」に改められ、4階にアニメイトが開店したのを皮切りに、同年9月には3階に整骨院、ヤマダデンキbyベスト電器、seria、10月には2階にミスターマックス、12月には1階にオーケーが順次開業した[94]。
- 武蔵狭山店（埼玉県狭山市入間川3-30-1[95]、1979年（昭和54年）11月30日開店[96] - 2020年（令和2年）2月29日閉店[97]）
  - 敷地面積約17,610m2[96][95]、鉄筋コンクリート造地上4階建て[96][95]、延べ床面積約20,990m2[95]、店舗面積約16,163m2[95]（直営店舗面積約8,890m2[95]）、駐車台数約260台[95]。
  - 「ニチイ狭山ショッピングデパート」として開業[96]。1995年（平成7年）10月7日に「狭山サティ」に転換[98]。2011年3月の「イオン」へのブランド変更に伴い[5]、イオン武蔵狭山店となった[97]。
  - 建て替えに伴い閉店。2023年（令和5年）9月26日に埼玉県初の都市型ショッピングセンターとなる「そよら武蔵狭山」の核店舗となる「イオンスタイル武蔵狭山」として再開業された[99][100]。
- 東鷲宮店（埼玉県久喜市、1986年（昭和61年）4月29日開店[101] - 2022年（令和4年）4月10日閉店[102]）
  - 店舗面積約9,970m2[102]（直営店舗面積約8,445m2[102]）
  - 地元協同組合「パルモール」の専門店街を併設した「東鷲宮ショピッングセンター」の核店舗「ダイエー東鷲宮店」として開業[103]。2016年3月1日に運営をイオンリテールが引き継ぎ[83]、同年3月8日をもって「ダイエー」としての営業を終了。2日間の休業を経て、同年3月11日に「イオン」にブランド変更の上再開業された。[要出典]当店から約5km北東の位置に「イオンスタイル南栗橋」が2022年（令和4年）5月28日に開業するの前に閉店となった[102]。
  - イオン閉店後も暫く「パルモール」の一部店舗は営業を継続していたが[102]、後にヤオコーが建物を解体・新築した上で出店し、施設内に行政窓口、集会室や会議室、スタジオ、子育て支援施設として屋内遊び場等の行政施設も入居する事が発表され[104]、2024年（令和6年）9月25日にヤオコー東鷲宮店がオープンした[105]。
- 新座店（埼玉県新座市東北2-15−17[106][107]、1979年（昭和54年）11月23日開店[106] - 2024年（令和6年）2月29日閉店[108]）
  - 敷地面積約7,625m2[106]、鉄筋コンクリート造地下1階地上6階建て[106]、延べ床面積約29,330m2[106]、店舗面積約16,027m2[106]（直営店舗面積約10,788m2[106]）、駐車台数約600台[106]。
  - （2代目）ニチイ新座ショッピングデパートとして開業[109]。1995年（平成9年）に「新座サティ」に転換され[108]、2011年（平成23年）3月1日に「イオン」へのブランド変更に伴い[5]「イオン新座店」となった[108]。老朽化による建て替えに伴い閉店となり、新店舗の開業を目指すとしている[108]。
- 大宮西店（埼玉県さいたま市西区三橋6丁目607−13、1993年（平成5年）7月30日開店 - 2024年（令和6年）10月31日閉店[110]）
  - 店舗面積16,449m2[110]。
  - 「ジャスコ大宮店」として開業した店舗[110]。2011年（平成23年）3月1日に「イオン」へのブランド変更に伴い[5]、イオン大宮西店となった。建て替えのため一時休業する形で閉店となり、解体後に新たな商業施設の開業が予定されている[110]。

##### 千葉県
- モリシア津田沼店（千葉県習志野市谷津1-16-1[2]、2008年(平成20年)3月13日開店[111] - 2017年(平成29年)8月31日閉店[112]）
  - 店舗面積約3,967m2[2]
  - 店舗ブランドとしての「イオン」の2号店で、[要出典]「モリシア津田沼」の地下1階に核店舗として出店し、食品スーパー業態として展開していた[2]。
  - 閉店後、経営権をグループ会社のダイエーが引き継ぎ、改装の上で屋号を「ダイエー」（AEON FOOD STYLE by daiei）へ転換し、2017年（平成29年）9月5日にオープンした[広報 30]。なお、ダイエーは2005年（平成17年）11月30日までこの地で総合スーパー業態の津田沼店として営業していたため[113]、業態は変わるものの、約12年ぶりの再出店となった[114]。なお、入居するモリシア津田沼の閉館[115]に伴って2025年（令和7年）3月30日をもって閉店予定となる。
- 茂原店（千葉県茂原市六ツ野字高師2799-4[116]、1978年(昭和53年)4月28日開店[116] - 2018年(平成30年)12月2日閉店[117][118]）
  - 敷地面積約6,090m2[116]、鉄骨鉄筋コンクリート造地上3階建て塔屋1階[116]、延べ床面積約13,114m2[116]、店舗面積約7,216m2[116]（直営店舗面積約5,500m2[116]）、駐車台数約650台[116]。
  - 九十九里エリアで初の大型店舗として開店。旧扇屋ジャスコ時代から営業していた店舗であった。
  - 店舗の老朽化による建て替えの為、一旦休業する形で閉店。建て替え後に再開業が予定されている。なお、2017年5月から実施している移動販売車の営業は継続される[119]。
- 千葉長沼店（千葉県千葉市稲毛区長沼町330-50[120]、2000年(平成12年)11月16日開店[121] - 2019年(平成31年)2月28日閉店[122]）
  - 地上5階建[120]、店舗面積約23,749m2[120]（直営店舗面積約17,674m2[120]）、駐車台数約1,500台[120]。
  - ワンズモールの核テナントとして「ダイエー千葉長沼店」が開業[121]。2016年3月1日に運営をイオンリテールが引き継ぎ[83]、「イオン千葉長沼店」に改称した[122]。
  - 店舗が手狭となり、現在の規模では多様なニーズへの対応が難しいとの判断により閉店した[123]。
  - 閉店後は1階の食品売場部分にロピアが居抜き出店し、同年6月18日に「ロピアワンズモール店」がオープンした。2階部分は専門店となり、西松屋やパシオス、セリア等が入居した。[要出典]
- 旭店（千葉県旭市イ2676-1[124]、1982年(昭和57年)4月29日開店[125] - 2023年(令和5年)2月閉店[126]）
  - 敷地面積約33,000m2[124]、鉄骨鉄筋コンクリート造[124]、延べ床面積約53,000m2[124]、店舗面積約20,248m2[124]（直営店舗面積約7,537m2[124]）、駐車台数約1,600台[124]。
  - 「ショッピングセンター サンモール」の核店舗で、扇屋ジャスコの「旭サンモール店」の店舗名で開業した[126]。
  - なお、イオン閉店後も「ショッピングセンター サンモール」の大半は営業を継続しており、建物自体も存続。今後、先に閉店した家具店跡を含めて改装を行い、リニューアルするとしており[126]、2024年（令和6年）9月12日に店舗跡に「ベイシアFoods Park 旭サンモール店」がオープンした[127]。
  - 近隣にはイオンタウン旭中央の核店舗となる「イオンスタイル旭中央」が2022年（令和4年）4月23日に開業している[126]。
- （初代）木更津店（千葉県木更津市朝日3-10-19[128]、1982年(昭和57年)11月17日開店[128] - 2014年(平成26年)8月31日閉店[129]）(旧)木更津店が入居していたイオンタウン木更津朝日

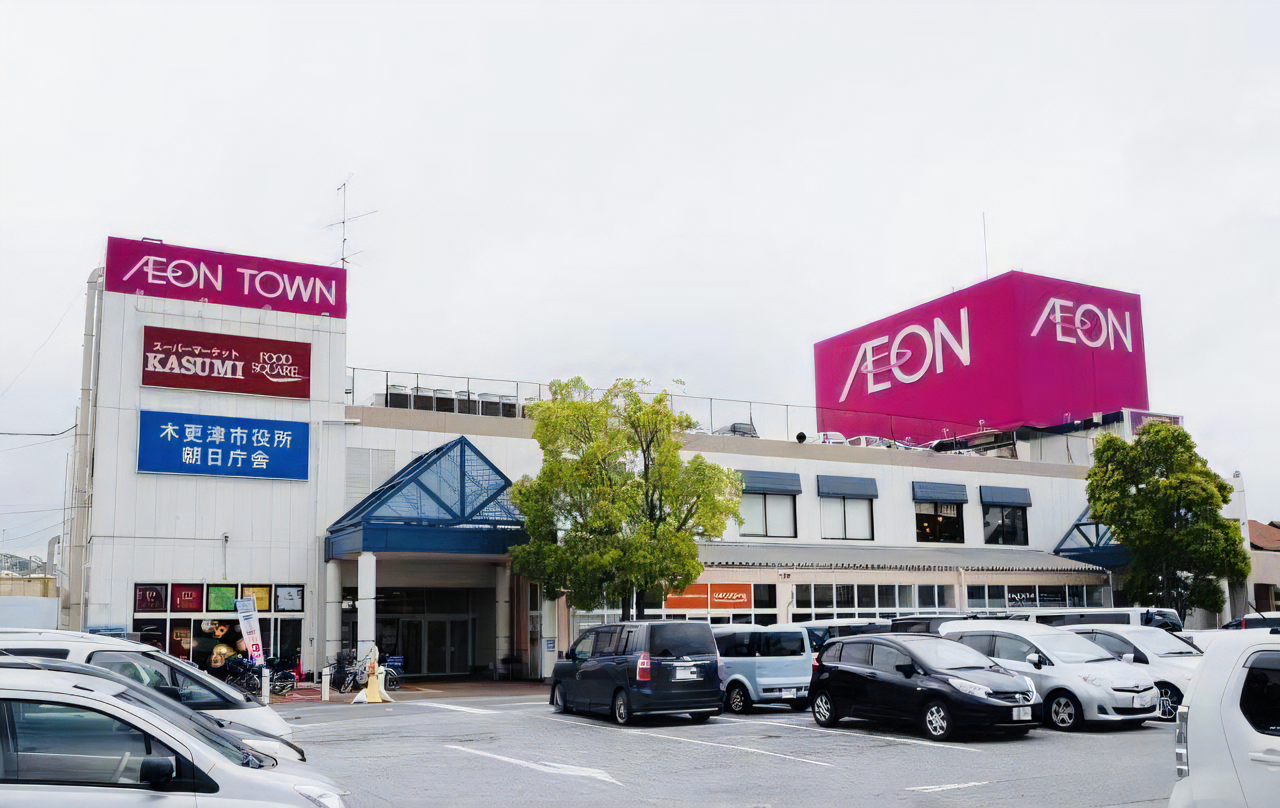
(旧)木更津店が入居していたイオンタウン木更津朝日

  - 敷地面積約32,800m2[128]、鉄骨鉄筋コンクリート造地上2階建て塔屋1階[128]、延べ床面積約12,023m2[128]、店舗面積約7,333m2[128]（直営店舗面積約4,075m2[128]）、駐車台数約1,000台[128]。
  - 木更津グリーンシティショッピングセンター（現在のイオンタウン木更津朝日）の核店舗の扇屋ジャスコ木更津店として出店していた[128]。
  - 2014年（平成26年）10月18日に市内築地に開業した「イオンモール木更津」の核店舗として移転した[130]。旧店舗跡の一部が同年11月14日にカスミの「フードスクエアカスミイオンタウン木更津朝日店」を核店舗とする「イオンタウン木更津朝日」として新装開店した[131]。2015年9月24日には木更津市役所の新庁舎建設に伴う仮庁舎として、市民部・福祉部・財務部・都市整備部・教育部などが旧店舗跡2階に移転して「朝日庁舎」が開設された[132]。
- （初代）ユーカリが丘店（千葉県佐倉市ユーカリが丘4-1[133]、1992年(平成4年)3月6日開店[133][134] - 2016年(平成28年)6月5日閉店[135]）
  - 当初は「ユーカリが丘サティ」として開業し、2011年3月の店舗ブランド統合により「イオンユーカリが丘店」に改称した。
  - 2016年6月10日に市内ユーカリが丘6丁目に開業した「イオンタウンユーカリが丘」の核店舗として移転オープンし、ファミリー向け業態として「イオンスタイルユーカリが丘」に再改称された[広報 31]。
  - 移転後、旧店舗跡は、2017年（平成27年）11月28日にユーカリが丘の管理者でもある山万の運営でスーパーマーケット「オーケー」などが入居する「スカイプラザユーカリが丘」として1階部分が新装開業した[135]。2階から4階部分は2018年1月以降改装が行われ、クリニックや総合スポーツクラブなどが入居した[135]。イオンシネマユーカリが丘（旧ワーナー・マイカル・シネマズユーカリが丘）のみ移転せず、旧店舗に隣接したユーカリプラザで営業を続けたが、2018年（平成30年）5月31日をもって閉館し[広報 32]、同年6月15日より佐々木興業株式会社が運営する「シネマサンシャインユーカリが丘」として営業している。[要出典]

##### 東京都
- 南砂町スナモ店（東京都江東区新砂3-4-31[136]、2008年（平成20年）10月9日開店[136] - 2017年（平成29年）8月31日閉店[112]）
  - 店舗面積約2,469m2[136]
  - 店舗ブランドとしての「イオン」3号店。[要出典]グループ会社のダイエーへ営業権を譲渡し跡地は2017年9月5日に「ダイエー南砂町スナモ店」が開業した[広報 33]。
- 赤羽北本通り店（東京都北区神谷3-12[137]、1982年（昭和57年）3月25日開店[137] - 2020年（令和2年）5月31日閉店[138]）
  - 敷地面積約9,528m2[137]、鉄筋コンクリート造地上5階建て[137]、延べ床面積約23,709m2[137]、店舗面積約9,244m2[137]（直営約店舗面積約8,000m2[137]）、駐車台数約450台[137]。
  - 理研コランダム王子工場跡地に建てられたビル内に「忠実屋赤羽店」として開業[138]。後に同社のディスカウントストア「DISPA!」へ業態転換されたが、1994年（平成6年）にダイエーとの合併に伴って同社のディスカウント業態である「Dマート」となり、さらに「ダイエー」へ再転換された[138]。2016年（平成28年）3月1日に運営をイオンリテールが引き継ぎ[83]、イオン赤羽北本通り店に転換した[139]。
  - 建物を保有する理研コランダムが老朽化に伴って「理研神谷ビル」の建て替えを発表したことに伴い、一時休業する形で閉店[138]。建て替えを経て、2023年（令和5年）7月28日に「イオンスタイル赤羽」として再開業された[広報 34]。

##### 神奈川県
- 戸塚店（神奈川県横浜市戸塚区吉田町884[140]、1972年（昭和47年）3月25日開店[141] - 2018年（平成30年）1月31日閉店）
  - 敷地面積約42,959.530m2[141]、鉄筋コンクリート造一部鉄骨造・地下1階地上3階塔屋1階建て[141]、延べ床面積約34,779.878m2[141]、店舗面積約19,736m2[140]、駐車台数約700台[141]。
  - 正面エントランスには、光の樹のオブジェと噴水のある3階まで吹き抜けのある憩いの場が設置されていた[141]。
  - 1970年（昭和47年）5月26日にボウリング場が開設された[141]。
  - 戸塚宿の江戸方見付の跡地が敷地の一角に所在している[142]。
  - ダイエーの戸塚ショッパーズプラザとして開業し[141]、2016年（平成28年）3月1日に本州の総合スーパー29店舗が「イオンリテールストア」に承継されて[83]、運営をイオンリテールに承継し[143]、同年3月6日にイオン戸塚店として新装開店[143]。2018年1月31日を以て一時休業し、[要出典]建て替えを経て2020年（令和2年）3月13日にイオンスタイル戸塚として再開業した[144][145]。
- つきみ野店（神奈川県大和市1-6-2[146]、2000年（平成12年）11月9日開店[146][147] - 2018年（平成30年）2月28日閉店[148]）
  - 延べ床面積約85,127m2[149]、店舗面積約28,300m2[146]（うち直営店舗面積約23,796m2[146]）。
  - 「つきみ野サティ」として開業[146][147]。9スクリーン2,053席のシネマコンプレックス「ワーナーマイカルシネマズ」を併設していた[150]。
  - 建て替えを理由として閉店したが、跡地の大部分はマンション用地となり、店舗面積約999m2と標準的なマックスバリュよりも狭い食品のみを取り扱う「イオンスタイルつきみ野」が跡地の一角に2019年（令和元年）10月12日に開店した[150]。
- 横須賀店（神奈川県横須賀市本町2-1-12[151][152]、1991年（平成3年）4月25日開店[151] - 2019年（平成31年）3月末閉店[153]）
  - 敷地面積約49,334m2[151][152]、鉄筋コンクリート造地上6階建て塔屋付[152]、延べ床面積約124,463m2[152]、店舗面積約23,320m2[151] → 約25,440m2[151]（直営約店舗面積約12,000m2[151] → 約13,000m2[151]）、駐車台数約1,500台[151]。
  - 2016年（平成28年）3月1日に本州の総合スーパー29店舗が「イオンリテールストア」に承継されて[83]、運営をイオンリテールに承継し[154]、同年3月17日に「イオン横須賀店」として新装開店した[154]。
  - 新業態への改装に伴って一時閉店となり、香港に拠点を持つ不動産投資会社へ運営が移管された[153]。2020年（令和2年）6月5日に「コースカベイサイドストアーズ」として新装開店し、2階に「イオンスタイル横須賀」を開店した[155]。
- 天王町店（神奈川県横浜市保土ケ谷区、1977年（昭和52年）11月30日開店 - 2020年（令和2年）2月9日閉店[156]）
  - 開業当初はニチイ天王町ショッピングセンターの核店舗となる「ニチイ天王町店」として開業。1992年（平成4年）に「天王町サティ」へ転換され、2011年（平成23年）3月1日に「イオン天王町店」となった。以前から横浜市より耐震性不足であることが指摘され、対応に迫られていたが、建物の老朽化もあり、建て替えのため閉店となった。
  - 建て替えを経て、2022年（令和4年）10月18日に「イオン天王町ショッピングセンター」の核店舗となる「イオンスタイル天王町」として再開業した[広報 35]。
- 横浜和田町店（神奈川県横浜市保土ケ谷区、2020年（令和2年）3月25日開店 - 2023年（令和5年）7月3日閉店[157]）
  - 元はテスコジャパン→イオンエブリ運営の「つるかめランド和田町店」を転換し、マックスバリュ東海運営の「マックスバリュエクスプレス横浜和田町店」であった建物を先述の天王町店の建て替えに伴う代替店舗として「イオン」にブランド転換・リニューアルされた店舗。天王町店がイオンスタイル天王町として、2022年 (令和4年) 10月18日に再開業してからもしばらくは存続していたが結局は閉店となった。店舗はグループ会社のウエルシア薬局へ継承され、ドラッグストアの「ハックドラッグ横浜和田町店」として2023年（令和5年）11月16日にオープンした。
- 伊勢原店（神奈川県伊勢原市白根630-1[158]、1982年（昭和57年）6月24日開店[158] - 2024年（令和6年）1月31日閉店[159]）
  - 敷地面積9,219m2[158]、地下1階・地上5階建て[158]、店舗面積13,355m2[158]、駐車台数約800台[158]
  - 伊勢原駅から西へ約1.5㎞離れた国道247号沿いの鈴川工業団地の一角に開設された郊外型ショッピングセンターであった[160]。
  - 開業時には、室内プールやテニスコートなどを備えたスポーツ施設「マーガレットスポーツガーデン」を併設しており、東海大学系の東海体育指導に業務委託したスポーツ教室も運営していた[160]。
  - 忠実屋伊勢原店として開業した店舗で、1994年（平成6年）に合併でダイエーとなり、2016年（平成28年）に運営をイオンリテールが引き継ぎ、「イオン伊勢原店」となった。老朽化による建て替えに伴い閉店となった[159]。

#### 甲信越・北陸地区

##### 山梨県
- 甲府ココリ店（山梨県甲府市丸の内1-16-20[161]、2016年(平成28年)7月12日開店[161] - 2020年(令和2年)11月30日閉店[162]）
  - 敷地面積約4,635m2[161]、店舗面積約871m2[161]、駐車台数169台[161]。
  - 2014年（平成26年）末にイオンモールがプロパティマネジメント契約を締結した再開発ビル[162]ココリの地下1階内に食品スーパー業態で出店していた[161]。直営の店舗面積が狭かったこともあり、同ビルの1階で営業していた「イオンリカー」と共に閉店となった[162]。
  - 2023年（令和5年）2月14日をもって旧店舗での営業を終了した岡島百貨店が1階・2階を含めたココリの商業フロアへ同年3月3日に移転開業[163]し、店名を岡島へ改称。イオンが入居していた地下1階は明治屋や精肉店などが出店する食品売り場となった[163]。

##### 長野県
- 東松本店（長野県松本市中央4-9-43[164]、1981年(昭和56年)3月25日開店[164] - 2015年(平成27年)3月24日閉店[165]）
  - 鉄筋コンクリート造地上3階建て[164]、店舗面積約16,217m2[164]（直営約店舗面積約9,100m2[164]）、駐車台数約800台[164]。
  - 信州ジャスコがカタクラショッピングモールの核店舗として開店した[164]。建て替えに伴うSC全体の完全閉鎖に伴い閉店。
  - その後、2017年（平成29年）9月21日に「イオンスタイル」の長野県1号店となる「イオンスタイル松本」を核店舗とする「イオンモール松本」として再開業された[広報 36]。
- 諏訪店（長野県諏訪郡下諏訪町四王湖浜6133[166]、1977年(昭和52年)9月22日[166][167] - 2018年(平成30年)8月20日閉店[168]）
  - 敷地面積約11,183m2[166]、鉄骨造地上2階建て塔屋1階[166]、延べ床面積約13,291m2[166]、店舗面積約7,789m2[166]（直営約店舗面積約6,048m2[166]）、駐車台数約1,000台[166]。
  - 当初は信州ジャスコの店舗として開業[167]。エレベーターやエスカレーターは設置されているものの、トイレへ行くには階段を登らなければならなかった。排水管などの老朽化が進んだため、建て替えに伴い閉店[169]。
  - 前述したように、当店から南東に約8kmに位置する諏訪ステーションパーク内に食品スーパー業態の「イオン諏訪ステーションパーク店」が2018年9月8日に新規出店した[広報 37]。
  - 2025年（令和7年）8月12日にイオンリテールが建て替え後の新店舗を「イオンスタイル諏訪」とし、2026年（令和8年）秋にオープンすることが発表された[広報 38]。

##### 新潟県
- 新潟店（新潟県新潟市西区青山2[170]（旧・青山字道下172[171]）、1979年（昭和54年）8月10日開店[171][172] - 2012年（平成24年）2月20日閉店[173]）
  - 敷地面積約27,937m2[171]、鉄骨造地上3階建て塔屋1階[171]、延べ床面積約28,130m2[171]、店舗面積約15,453m2[171]（直営店舗面積約10,000m2[172][171]）、駐車台数約1,500台[171]。
  - 1993年（平成5年）には売上高100億円を超えていたが閉店時は半分程度に落ち込んだこと[174] に加えて店舗老朽化などが進んでいたことから全面建て替えするため一時閉店となった[175]。塔屋がイオンに更新された店舗の閉店は初である[注 6]。2013年（平成25年）3月3日までは仮店舗としてイオン青山食品館を営業していた[174]。
  - 2013年（平成25年）4月23日に「イオン新潟青山ショッピングセンター」の核店舗となる「イオン新潟青山店」として再開業した[174]。

##### 富山県
- 砺波店（富山県砺波市新富町3-35[176]、1992年（平成4年）11月23日開店[177] - 2013年（平成25年）2月28日閉店[178]）
  - 店舗面積約10,000m2[177]
  - JR砺波駅の北西約500mの中神地区に出店していたが、隣接の中神土地区画整理組合から保留地を取得し、敷地を約5万m2に拡大した新店舗へ建て替えのため一時閉店となった[179]。
  - その後、2015年（平成27年）7月14日に「イオンモールとなみ」の核店舗となる「イオンスタイルとなみ」として再開業された[広報 39]。

石川県
- 御経塚店（石川県野々市市御経塚町36-53[180]、1998年（平成10年）3月14日開店[181] - 2021年（令和3年）5月31日閉店[182]）
  - 敷地面積約45,609m2[181]、地上3階建て塔屋付[181]、延べ床面積約66,377m2[181]、店舗面積約37,597m2[181]、駐車台数約1,800台[181]。
  - 当初は「御経塚サティ」として開業。2011年（平成23年）3月1日の「イオン」への店舗ブランド変更の際、ショッピングセンター名称を「イオン御経塚ショッピングセンター」に変更した。2021年（令和3年）7月19日に「イオンモール白山」が開業するのに伴って閉店となった。
  - 閉店後、建物を解体したうえで、アークランズが土地を取得し、2023年（令和5年）6月28日に同社・ヤマダホールディングス・イオンリテールの3社が区分保有する大型複合商業施設「アークスクエア御経塚」が開業[広報 40]。「ホームセンタームサシ」・「Tecc LIFE SELECT」と共に、イオンリテールも石川県で初となる食品特化型スーパーマーケットに業態転換した「イオンスタイル御経塚」として同年6月30日に開業し、約2年ぶりに同地へ再出店した[183][広報 41]。

#### 東海地区

##### 岐阜県
- 美濃店（岐阜県美濃市千畝町2776[184]、1991年（平成3年）9月12日開店[184] - 2012年（平成24年）10月14日閉店）
  - 店舗面積約2,988m2[184]
  - 閉店後、イオンリテールが所有していた建物などをイオンタウンが引き継ぎ、2012年（平成24年）11月22日に「イオンタウン美濃」としてリニューアルオープンされ、核店舗はディスカウントストアの「ザ・ビッグ美濃店」へ業態転換された。

##### 愛知県
- 豊田店（愛知県豊田市広路町1-1[185][186]、1975年（昭和50年）7月8日開店[185] - 2015年(平成27年)8月31日閉店[187]）
  - 敷地面積約14,116m2[185]、鉄骨鉄筋コンクリート造地下1階地上4階建て[185]、延べ床面積約30,345m2[185]、店舗面積約10,481m2[185]（直営店舗面積約8,660m2[185]）、駐車台数約800台[185]。
  - 鬼頭工業株式会社の豊田ショッピングセンターに開店した[186]。
  - 店舗老朽化に伴う建て替えに伴い一時閉店。
  - 2017年（平成29年）9月7日に「イオンスタイル豊田」として再開業した[188][広報 42]。
- 上飯田店（愛知県名古屋市北区織部町1[189]、1973年（昭和48年）4月27日開店[190] - 2020年（令和2年）2月29日閉店[191]）
  - 敷地面積約37,731m2[190]、鉄筋コンクリート造地上4階建て塔屋1階[190]、延べ床面積約15,615m2[190]、店舗面積9,902m2[190]（直営店舗面積9,321m2[190]）、駐車台数約790台[192]。
  - 大東紡織の工場跡地の[193]ダイトウオリベックビルの核店舗「ダイエー上飯田店」として開業[189]。
  - 2015年（平成27年）9月に5店舗の運営をイオンリテールに移管して[17]ダイエーとして愛知県から完全に撤退し[194]、同年10月1日に店名を「イオン」へ変更した[195]。
  - 2020年（令和2年）2月29日をもって建て替えのため閉店。跡地はイオンリテール運営による都市型ショッピングセンター「そよら上飯田」が2022年（令和4年）4月7日に開業した[196]。
- 名古屋みなと店（愛知県名古屋市港区品川町1-6[197]、1999年（平成11年）11月20日開店[198] - 2021年（令和3年）2月28日閉店[199]）
  - 敷地面積約74,000m2[200]、店舗面積約59,920m2[197]
  - ベイシティ品川（後のイオン名古屋みなとベイシティショッピングセンター→イオンモール名古屋みなと）の核店舗として「ジャスコ名古屋みなと店」として開業。ショッピングセンター全体の営業終了に伴い、一時休業する形で閉店した。
  - 営業終了後は建て替えられ、新たな店舗として再開業する予定である[広報 43]。その後、旧イオンモールの敷地のうち西側には三菱地所が物流施設を開設することとなった[201]。
- 今池店（愛知県名古屋市千種区今池五丁目13番26号[202]、1969年（昭和44年）11月30日開店[203][204] - 2024年（令和6年）2月29日閉店[205]）
  - 敷地面積5,688.03m2[203]、鉄筋コンクリート造地下1階地上3階建て[203]、延べ床面積約17,000m2[203]、店舗面積12,000m2[203]（直営店舗面積9,136.3m2[203]）、駐車台数約80台[203]。
  - ダイエーが中部・東海地方における1号店にして名古屋市初出店となる「ダイエー今池店」として開業した店舗であった[204]。先述の上飯田店と同様、2015年（平成27年）9月1日にイオンリテールが運営を引き継ぎ、同年9月27日を以てダイエーとしての運営を終了し、同年10月1日より「イオン今池店」となった。地上3階・地下1階建ての建物であったが館内にエレベーターは無く、エスカレーターも上りしか設置されていなかった[206]。
  - 後述の東山二条店が閉店した2021年（令和3年）10月1日以降は全国のイオン店舗の中でも最古参店舗となり、営業期間も54年以上に及んだが、それ故の建物の老朽化や前記の建物構造などから「時代のニーズに合わなくなった」という理由により建て替えのため閉店となった[206]。

##### 三重県
- 津南店（三重県津市高茶屋小森町145[207]、1978年(昭和53年)9月15日開店[208] - 2016年(平成28年)2月29日閉店[209]）
  - 敷地面積約61,937m2[207]、鉄筋コンクリート造地上2階建て一部3階建て[208]、延べ床面積約41,642m2[207]、店舗面積約10,990m2[208] → 約20,081m2[207]（当社店舗面積約6,400m2[208]）、駐車台数約2,200台[207]。
  - イオン津南ショッピングセンターサンバレーの核店舗として出店[208][210]。「サンバレー」自体は1978年（昭和53年）から営業していたこともあり、老朽化により同ショッピングセンターとともに閉店[209]。
  - 閉店後、店舗は建て替えられ、2018年（平成30年）11月9日に「イオンモール津南」の核店舗となる「イオンスタイル津南」として再開業された（三重県での「イオンスタイル」1号店）[広報 44]。本店舗では、イオングループで初のドライブスルーが設置されており、ネットスーパーで注文した商品の受け取りが可能である。
- 白子店（三重県鈴鹿市白子駅前9-20[211]（旧・白子町字境後30-1[212]）、1975年(昭和50年)3月21日開店[212] - 2021年(令和3年)2月20日閉店[213]）
  - 延べ床面積約29,575.282m2[211]、店舗面積約5,480m2[212]
  - 総合スーパーのジャスコ白子店として開業。1989年（平成元年）4月21日に増床リニューアルされ、ショッピングセンター「白子ショッピングタウンサンズ」の核店舗となった（専門店街は白子商業開発の運営）[211][214]。建物の老朽化に伴う建て替えのため閉店となった。
  - 2024年（令和6年）3月28日に三重県で初となる都市型ショッピングセンター「そよら鈴鹿白子」の核店舗となる「イオンスタイル鈴鹿白子」として再開業された[215][広報 45]。
- 松阪店（三重県松阪市船江町1392-3[216]、1992年(平成4年)10月27日開店[217][218] - 2022年(令和4年)1月31日閉店[219]）
  - 店舗面積約18,570m2[217]（当社店舗面積約10,000m2[218]）、駐車台数約2,000台[216]。
  - 松阪ショッピングセンターマームの核店舗となる「ジャスコ松阪店」として開業。開業当初は旧マックスバリュ中部（現在のマックスバリュ東海）の前身の一つであるフレックスも併設されていたが、2000年（平成12年）の増床の際にジャスコへ吸収された。専門店に加えて銀行（三十三銀行）や郵便局、公民館も入居し、イオン株式会社の創業地に近いこともあり、同社の外商部も併設されていた。ショッピングセンターの建物の老朽化のため閉店となった。店舗は建て替えられ、2025年（令和7年）4月25日に「イオンタウン松阪船江」の核店舗となる「イオンスタイル松阪船江」として再開業された[220]。
- 津店（三重県津市桜橋3-446[221]、1978年(昭和53年)9月21日開店[221] - 2024年(令和6年)2月12日閉店[222][223]）
  - 敷地面積約29,070m2[221]、鉄筋コンクリート造地上2階建て塔屋1階[221]、延べ床面積約19,838m2[221]、店舗面積約12,222m2[221]（直営店舗面積約9,741m2[221]）、駐車台数約1,350台[221]。
  - 「津ショッピングセンター エル」の核店舗として、食品主体の「ジャスコ津北店」と衣料品主体の「ニチイ津店」の同時出店により開業した[224][225]。しかし、ジャスコ津北店が1994年（平成6年）1月9日に閉店したことにより、ニチイ津店がジャスコ店舗跡を含めて単独で増床・改築し、同年4月23日に「津サティ」として衣食住全般を取り扱う大型店舗となった[226]。2011年（平成23年）3月1日に津サティが現店舗名に改称すると同時にショッピングセンターの名称も「イオン津ショッピングセンター」に改称した。このため、「ジャスコ」と「ニチイ」の併存から「サティ」への一本化を経て「イオン」へと転換するという数奇な経緯を辿った店舗であった[225]。塔屋看板も開業時の出店形式に合わせて南北の2ヶ所に設置されている特徴があった。
  - ショッピングセンターの老朽化に伴う建て替えのため閉店となり、別棟のイオンシネマ津（旧：ワーナー・マイカル・シネマズ津）も契約満了に伴い2025年（令和7年）6月15日に閉館となった[227]。建て替え期間中は先述の「イオンスタイル津南」が代替店舗を担う。

#### 近畿地区

##### 滋賀県
- イオンスタイル大津京（滋賀県大津市皇子が丘3-11-1[228]、1996年（平成8年）11月30日開店[228] - 2024年（令和6年）1月10日閉店[229]）
  - 敷地面積約23,710m2[228]、地上5階建て[228]、延べ床面積約63,127m2[228]、店舗面積約27,714m2[228]（当社店舗面積約14,617m2[228]）、駐車台数約1,350台[228]。
  - ジャスコシティ西大津の核店舗であるジャスコ西大津店として開業[230]。2011年3月にイオン西大津店に改称後、2017年（平成29年）4月の改装によりイオンスタイル大津京に再改称されたが、再開発に伴って閉店ととなった[229]。
  - 建物は解体の上で長谷工コーポレーションにより店舗一体型マンションが建設され、マンション内に食品スーパーとしての再出店が計画されている[231]。閉店後は約7km東に位置するイオンモール草津内に入居する「イオンスタイル草津」（旧サティ店舗）が代替店舗を担う。

##### 京都府
- 向日町店（京都府向日市寺戸町小佃14[232][233]、1970年（昭和45年）9月23日開店[234] - 2015年（平成27年）5月31日閉店[235]）
  - 敷地面積約5,107m2[234] → 約12,052m2[233]、鉄筋コンクリート造地上3階建て[234] → 鉄骨5階建て[236]、延べ床面積約6,682m2[234] → 約24,343m2[233]、売場面積約4,857m2[234] → 約14,142m2[233]（直営売場面積約11,072m2[233]）。
  - ニチイ向日町店として開業[237]。1997年（平成9年）4月19日に売場面積を約1.5倍増床して専門店などを導入してサティに業態転換し[238]、2011年（平成23年）3月にイオン向日町店となった。イオンモール京都桂川の開店や建物の老朽化が閉店の理由[235]。
  - 店舗跡は解体されて分譲マンションと一体となった複合施設[239] となり、1階・2階はダイエーが運営する「イオンフードスタイル東向日店」として2018年4月21日に開業[240]、3階と4階は向日市役所の東向日別館が同年5月7日に開設。本館や別館から市民課と健康福祉部の全業務が移転された[広報 46]。
- 大久保店（京都府宇治市大久保町井ノ尻45-1[241][242]、1979年（昭和54年）3月8日開店[241] - 2016年（平成28年）5月31日閉店）
  - 敷地面積約11,046m2[241]、鉄筋コンクリート造地上4階建て[241]、延べ床面積約22,192m2[241]、店舗面積約15,726m2[241]（当社店舗面積約11,308m2[241]）、駐車台数約600台[241]。
  - ニチイ大久保ショッピングデパートとして開業[241]。後に大久保サティを経て、2011年3月にイオン大久保店となった。店舗面積の狭さなどで消費者のニーズの多様化に対応できず、ピーク時に比べて売り上げが減少したことが閉店の理由[243]。
  - 跡地は京都府城陽市に所在していたリハビリテーション病院が新築移転され[244]、2023年（令和5年）7月1日に開院した[245]。
- 伏見店 (京都府京都市伏見区御堂前町616[246]、1978年（昭和53年）11月開店[247] - 2020年（令和2年）12月31日閉店[248])
  - 店舗面積約8,177m2[249]（直営売場面積約7,132m2[249]）。
  - （2代目）ニチイ伏見店として開業。後に伏見サティを経て、2011年にイオン伏見店となった[250]。建物の老朽化による建て替えのため一時休業という形で閉店[250]。建替え中は仮店舗として伏見プラザ店を開設していた（後述）[251]。
  - 2024年（令和6年）10月15日、店舗跡地に建設されたマンション「ブランズ伏見桃山」[252]の1階・2階に「イオンスタイル伏見桃山」として再開業した[253]（建設当初からイオンを併設した分譲マンションは京都府内で初となり、入居者に向けたサービスも実施される）[252]。
- 東山二条店（京都府京都市左京区聖護院蓮華蔵町31-12[254]、1968年（昭和43年）6月26日開店[255] - 2021年（令和3年）9月30日閉店[256]）
  - 店舗面積約1,040m2[255]
  - UR賃貸住宅の1階に入居するSSM業態の店舗だった[256]。現在のイオン株式会社の源流となる企業の一つで、大阪府の北摂地域を中心に展開していたシロが「シロ東山二条店」として開業[256]。2021年の時点で唯一、初代のジャスコが設立される前から営業していたという歴史ある店舗であり、「イオン」として営業しているスーパーマーケットの中で、開店から一度も建て替えが行われずに営業を続けている現存最古の店舗でもあった[256]。
  - 建物の老朽化のため、一時休業する形で閉店。近畿建物が2024年の開業を目指して新たな商業施設への再開発が行われることとなっており、イオンも再出店することを発表している[256]。
- 伏見プラザ店（京都府京都市伏見区伯耆町15-3、2021年（令和3年）1月21日 - 2024年（令和6年）9月20日[251]）
  - 前記の伏見店の建て替え期間中の仮店舗として、プラザ大手筋内に開設された店舗[251]。1階で食料品、2階で日用品を販売し、3階にはキャンドゥが出店していた[251]。伏見店の跡地にイオンスタイル伏見桃山が開業する事に伴い閉店となった[251]。

##### 奈良県
- 富雄店（奈良市三碓町327[257]、1973年（昭和48年）5月18日開店[258] - 2019年（令和元年）10月31日閉店[259]）
  - 1973年（昭和48年）5月18日に「ユニード富雄店」として開業[258]。1983年（昭和58年）4月に建て替えて増床し[260]、「ダイエー富雄店」へ転換した[259]。2016年（平成28年）3月1日に「イオンリテールストア」に承継されて[83]、運営をイオンリテールへ再移管され、「イオン富雄店」となった[259]。
- 西大和店（北葛城郡河合町中山台2-7-1[261]、1986年（昭和61年）1月10日開店[261] - 2021年（令和3年）7月31日閉店[262]）
  - 敷地面積約17,117m2[261]、鉄筋コンクリート造地上2階建て[261]、延べ床面積約11,910m2[261]、店舗面積約7,932m2[261]（当社店舗面積約5,758m2[261]）、駐車台数約460台[261]。
  - 西大和ニュータウンの商業核として、当時のニチイ（後のマイカル）が「ニチイ西大和ショッピングセンター」として開店[262]。1993年（平成5年）10月に「西大和サティ」へ業態転換され、2011年（平成23年）3月のイオンとマイカルの経営統合に伴いイオン西大和店となった[262]。
  - なお、別棟（シネマ棟）として旧ワーナー・マイカルの映画館「イオンシネマ西大和」が隣接し、イオン西大和店の閉店後も営業を継続していたが、シネマ棟に併設されていた立体駐車場の賃貸借契約満了に伴い、2022年（令和4年）8月21日をもって閉館[263]。
  - 跡地はアーク不動産が土地建物を取得して再開発が進められ、2024年（令和6年）7月17日にホームセンターの「コーナン西大和店」（PRO併設店舗）が先行して開業し、同月26日にはコーナンに隣接する形で大型スーパーの「オークワ西大和店」が開業した[264]。別棟（シネマ棟）についても別の業者によって再開発され、中古車買取販売店の「リバティ西大和店」（リバティの奈良県1号店）を核とした商業施設が開業した[264]。
- 五条店（五條市、1975年(昭和50年)12月開店 - 2025年(令和7年)2月28日閉店[265]）
  - ニチイ五条店から移転増床したニチイ五条ショッピングセンターとして開業。1997年（平成9年）10月の増床リニューアルに伴って五条サティへ転換するとともに、奈良交通のバスターミナルである五条バスセンターとの一体型施設となった。
  - イオンリテール・五条市・奈良交通・南都銀行が締結した連携協定の一環として、開業から約50年が経ち、老朽化に伴って新たな複合型商業施設へ建て替えるため閉店となった。

##### 大阪府
- 藤井寺店（大阪府藤井寺市市岡2-10-11[266]、1973年(昭和48年)12月1日開店[266] - 2014年(平成26年)2月28日閉店[267]）
  - 敷地面積約9,528m2[266]、鉄筋コンクリート造地上5階建て[266]、延べ床面積約25,495m2[266]、店舗面積約17,100m2[266]（直営約店舗面積約11,230m2[266]）、駐車台数約1,200台[266]。
  - ダイヤモンドシティ藤井寺の核店舗のジャスコ藤井寺店として開店した[266]イオンモール藤井寺の核店舗で建て替えのために閉店した[268]。
  - 建て替えを経て、2019年（令和元年）9月14日にダイエーが運営する「イオンフードスタイル藤井寺店」とする「イオン藤井寺ショッピングセンター」が開業した[267][広報 47]。
- 光明池店（大阪府和泉市、2001年(平成13年)2月6日開店 - 2014年(平成26年)8月31日閉店）
  - カルフール光明池としてオープンし、2010年（平成22年）3月10日付でイオン光明池店に変更。ブランド統合に先駆けて「イオン」で営業していた店舗の1つだった。建物は解体され、マンションが建設された。
  - イオングループの店舗としては、競合関係にあったダイエー光明池店が近隣で営業している。
- 寝屋川店（大阪府寝屋川市緑町5-8[269]、1978年(昭和53年)3月24日開店[269] - 2016年(平成28年)8月31日閉店[270]）
  - 敷地面積約23,052m2[269]、鉄筋コンクリート造地下1階地上3階建て[269]、延べ床面積約47,558m2[269]、店舗面積約21,919m2[269]（当社店舗面積約11,000m2[269]）、駐車台数約1,000台[271]。
  - 寝屋川グリーンシティの核店舗（2代目）ジャスコ寝屋川店として開店した[269]。イオンモール寝屋川の店舗だったが建て替えのために閉店した[270]。
- 新金岡店（大阪府堺市北区、1983年(昭和58年)4月2日開店 - 2019年(令和元年)5月19日閉店[272]）
  - ショッピングセンターエブリーの核店舗である「ニチイ新金岡店」として開業。新金岡サティを経て、2011年3月にイオン新金岡店となった。「ニチイ」時代から営業を続けてきた「エブリー専門店街」を含めた「ショッピングセンターエブリー」の閉館に伴い閉店となった。
  - 閉店後、建て替えられ、2021年（令和3年）7月17日に「そよら海老江」に続くイオンリテール運営の都市型ショッピングセンター「そよら新金岡」の核店舗となる「イオンスタイル新金岡」として再開業された[広報 48]。
- 京橋店（大阪府大阪市都島区片町2-3-51[273]、1971年(昭和46年)11月26日開店[273] - 2019年(令和元年)9月30日閉店[274]）
  - 敷地面積約15,029m2[275][273]、鉄筋コンクリート造地上6階建て塔屋1階[273]、延べ床面積約35,906m2[275]、店舗面積約19,702m2[275] → 20,676m2[273]（直営店舗面積約11,296m2[273]）、駐車台数約150台[273]。
  - ダイエー京橋ショッパーズプラザとして開業[275]。2016年（平成28年）3月1日に本州の総合スーパー29店舗が「イオンリテールストア」に承継されて[83]、運営がイオンリテールへ移行し[276]、同年3月10日にイオン京橋店として新装開店した[276]。
  - 再開発に伴う店舗建て替えの為閉店となった。2023年（令和5年）7月20日にイオンモールが暫定利用施設となる「FULALI KYOBASHI（フラリ キョウバシ）」を開業。約600㎡の芝生広場と大型LEDビジョンを兼ね備えたライブステージ、芝生広場の両サイドに設置された屋台ゾーン、常時複数の移動販売車が出店する移動販売ゾーンで構成されている[277]。2024年（令和6年）3月30日には第2期として飲食店4店舗が入居し、無人販売機を設置する「フードホール」が順次オープンした[広報 49]。
- 東岸和田店（大阪府岸和田市土生町1619-4[278]、1979年(昭和54年)11月29日開店[278] - 2020年（令和2年）8月31日閉店[279]）
  - 敷地面積57,290m2[278]、地上5階建で[279]、延べ床面積約38,239m2[278]
  - 黒崎窯業（現・黒崎播磨）岸和田工場跡地に[279]地元主導型ショッピングセンター「トーク岸和田」の核店舗として、ニューキャッスル協同組合や「株式会社トーク岸和田」と共同で管理を行う形態でニチイ東岸和田店を開業した[278]。1994年（平成6年）に東岸和田サティへ業態転換して映画館やスポーツ施設なども併設した複合商業施設となり[280]、1999年（平成11年）3月10日には店舗面積を約10,000m2増床して新装開業した[280]。2011年3月1日のブランド統合に伴ってイオン東岸和田店となった。
  - 建物の老朽化に伴う建て替えのため、2020年（令和2年）12月にトークタウンが閉館することとなり、閉館に先行する形で閉店した[279]。建て替えを経て、2023年（令和5年）9月26日に「イオンスタイル東岸和田」を核店舗とする「そよら東岸和田」として再開業した[281][広報 50]。
- 東大阪店（大阪府東大阪市荒本北2丁目、2003年(平成15年)11月10日開店 - 2021年(令和3年)3月31日閉店[282]）
  - 敷地面積約22,500m2[282]、地上4階建[282]、売場面積約20,000m2[282]。
  - 光明池店同様、開業当初はカルフール東大阪として開業し[282]、2010年（平成22年）3月10日付で「イオン」へ店名が変更された[3]。土地所有者である大阪府との定期借地契約（2002年から20年間）満了に伴い閉店となった[282]。
  - 閉店後、建物は解体となり、2020年（令和2年）4月から進められている大阪モノレール延伸事業の一環として新駅が開業する予定となっている[283]。
  - なお、前述したように市内西岩田3丁目にあるダイエー東大阪店（旧山陽マルナカ店舗、2025年(令和7年)1月31日閉店）が同年3月1日付でイオンリテールへ承継され、フード&ドラッグ（SSM）業態の「イオンスタイル東大阪」へ転換して同年4月11日に開業[広報 51]しており、約4年ぶりに市内に「イオン」店舗が復活している。
- 南千里店（大阪府吹田市千里山西6丁目1531番地[284]、1987年(昭和62年)11月21日開店[284][285] - 2021年(令和3年)5月31日閉店[286]）
  - 店舗面積約14,000m2[285]
  - ジャスコ南千里店として開業し、開業当初は食料品と生活雑貨を主力として衣料品なども販売し、5階と6階にはスポーツクラブを併設していた[285]。契約期間の満了に伴い閉店となった[286]。
  - 閉店後、2019年に建物を取得した日本エスコンにより全面改装が行われ、2021年（令和3年）11月26日に「トナリエ南千里アネックス」としてオープン。核店舗はグループ会社の光洋が運営する食品スーパー「マーケットガーデンKOHYO南千里店」となった[広報 52][287]。
- 金剛店（大阪府大阪狭山市狭山町大字半田35-1[288]、1977年(昭和52年)3月25日開店[288] - 2022年(令和4年)11月30日閉店[289]）
  - 敷地面積約2,136m2[288]、鉄筋コンクリート造地上3階建て塔屋1階[288]、延べ床面積約18,845m2[288]、店舗面積約11,167m2[288]（当社店舗面積約9,000m2[288]）、駐車台数約743台[288]。
  - 開業当初は金剛ショッパーズプラザの核店舗となる「ダイエー金剛店」で[288]、2016年（平成28年）3月1日に本州の総合スーパー29店舗が「イオンリテールストア」に承継されて[83]、運営がイオンリテールへ移行し、イオン金剛店となった[289]。
  - 2019年（令和元年）の豪雨による被害を乗り越え営業を継続してきたが、建物の老朽化による建て替えに伴い閉店[289]。跡地に、2024年（令和6年）6月28日に「イオンスタイル金剛」を核店舗とする「そよら金剛」が開店[290][広報 53]。一部の敷地は南海不動産に売却され、総合地所と共同で2026年（令和8年）までに分譲マンションを建設する予定[291]。
- 長吉店（大阪府大阪市平野区長吉長原1-1-10[292]、1987年(昭和62年)3月30日開店[292] - 2023年(令和5年)8月31日閉店[293]）
  - 敷地面積約12,412m2[292]、鉄筋コンクリート造地下1階地上5階建て塔屋1階[292]、延べ床面積約54,667m2[292]、店舗面積約18,393m2[292]（当社店舗面積約9,900m2[292]）、駐車台数約700台[292]。
  - 出戸駅前地区第1種市街地再開発事業の一環として「ダイエー長吉店」として開店[293]。Osaka Metro谷町線出戸駅と直結していた[293]。2016年（平成28年）3月1日に本州の総合スーパー29店舗が「イオンリテールストア」に承継されて[83]、運営がイオンリテールへ移行してイオン長吉店となった[293]。

##### 兵庫県
- 西神戸店（神戸市西区王塚台7丁目131−1[294][295]、1988年(昭和63年)11月10日開店[296] - 2014年(平成26年)12月31日閉店[297]）
  - 敷地面積約9,796m2[298]、地下1階地上5階建て[294]、延べ床面積約24,166.28m2[294]、地下1階地上5階建て[294]、延べ床面積約24,166.28m2[294]、店舗面積約10,300m2[296]。
  - 神姫西神ショッピングセンターの核店舗[295]（2代目）ニチイ西神戸店として開店し[294]、西神戸サティを経て、2011年（平成23年）3月にイオン西神戸店となった。
  - 店舗の土地建物は日本エスコン（現：エスコン）が2014年(平成26年)4月に取得し[298]、「ケーズデンキ西神戸店」が建設され[299]、2016年（平成28年）3月10日に開業した[広報 54]。
- 甲子園店（西宮市甲子園高潮町22-3[300]、1993年(平成5年)6月17日開店[301] - 2017年(平成29年)10月1日閉店[要出典]）
  - 当初はプランタン甲子園として開業[301]、ダイエーグループのプランタンデパート甲子園により運営されていた。1995年9月1日よりダイエー本社の運営に移管されダイエー甲子園店となったが[302]、2016年（平成28年）3月1日に本州の総合スーパー29店舗が「イオンリテールストア」に承継されて[83]、運営がイオンリテールへ移管され[23]、同年3月10日にイオン甲子園店として新装開店した[303]。
  - 2017年2月28日に三菱地所が信託受益権を取得した後、2017年5月31日を以てリニューアルのために閉店することが発表されていた[304] が、同年5月下旬に食品売り場など一部のみ6月以降も暫く営業を継続することを発表[305]、2017年10月1日をもって全館閉店した。[要出典]
  - 2018年（平成30年）4月26日に三菱地所の運営する「コロワ甲子園」として新装開店し[306]、イオンは地下2階にSSM業態へ規模を縮小した「イオンスタイル甲子園」として出店した[307]。
- 竜野店（たつの市龍野町堂本字五反田250-1[308]、1973年(昭和48年)12月5日開店[309] - 2022年(令和4年)10月31日閉店[310]）
  - 敷地面積約18,399m2[308]、鉄筋コンクリート造地上3階建て塔屋1階[308]、延べ床面積約16,619m2[308]、店舗面積約9,293m2[308]（当社店舗面積約6,637m2[308]）、駐車台数約550台[308]。
  - 地元が設立した「龍野開発会社」が開設し[311]、専門店街を併設した「赤とんぼ広場」の核店舗「ダイエー竜野店」として出店した[312]。2016年（平成28年）3月1日に運営がイオンリテールへ移管され[23]、イオン竜野店として開店したが[23]、2022年（令和4年）10月31日に赤とんぼ広場と共に完全閉店した[313]
  - 跡地は市内の神岡町東觜崎に所在する「とくなが病院」が取得し、病院を新築移転する予定[314]。
  - なお、同じ川東地区にはフタギ（2代目店舗）[315]→ジャスコ（2006年(平成18年)2月20日閉店[316]）を前身とするマックスバリュ龍野店[317]が出店している。
- 小野店（小野市、1982年(昭和57年)9月開店 - 2025年(令和7年)1月15日閉店[318]）
  - 当初は「ニチイ小野店」として出店し、1992年（平成4年）11月の増床リニューアルにより「小野サティ」へ業態転換。2011年（平成13年）3月1日の合併と店舗ブランド変更によりイオンリテールの運営に移管するとともに現在の「イオン小野店」となった[318]。
  - 店舗周辺に同業の食品スーパーやドラッグストアが多く立ち並ぶ激戦区となっている立地特性や建物の老朽化などを背景に一時閉店。2025年（令和7年）2月より解体工事に入る予定である[318]。
- 三田店（三田市弥生が丘1丁目1番1号、1988年(昭和63年)6月24日開店 - 2025年(令和7年)2月28日閉店[319]）
  - 複合商業施設「フローラ88ショッピングセンター」の核店舗として、ダイエー運営によるディスカウント業態のディーランド三田店として開業。1991年（平成3年）11月24日にハイパーマーケット業態のハイパーマート三田店へ転換され、2000年（平成12年）9月1日に運営会社の再編に伴ってディー・ハイパーマート三田店となり、2002年（平成14年）9月に現在の総合スーパー業態となるダイエー三田店となった。2016年（平成28年）3月1日付でイオンリテールへ運営移管され、同年3月27日をもってダイエーとしての営業を終了し、同年3月30日にイオン三田店として再開業したことで、4度も店舗名が変更された。
  - イオンリテール、三田市、「フローラ88ショッピングセンター」の管理運営元である第3セクターの北摂コミュニティ開発センターの3社による「フラワータウン再生に関する基本合意書」の一環として、「フローラ88ショッピングセンター」が全館閉店することとなり、それに伴って閉店となった。なお、近隣のけやき台には旧サティ店舗の三田ウッディタウン店がある。

#### 中国地区

##### 島根県
- （初代）出雲店（出雲市渡橋町1066[320]、1989年（平成元年）1月15日開店[321] - 2014年（平成26年）8月31日閉店）
  - 店舗面積約10,200m2[321]
  - （2代目）ジャスコ出雲店として開業し[321]、2011年3月にイオン出雲店に改称した。
  - 閉店後、店舗は建て替えられ、2016年（平成28年）5月2日に「イオンモール出雲」の核店舗となる「イオンスタイル出雲」として再開業した[広報 55]。

##### 岡山店

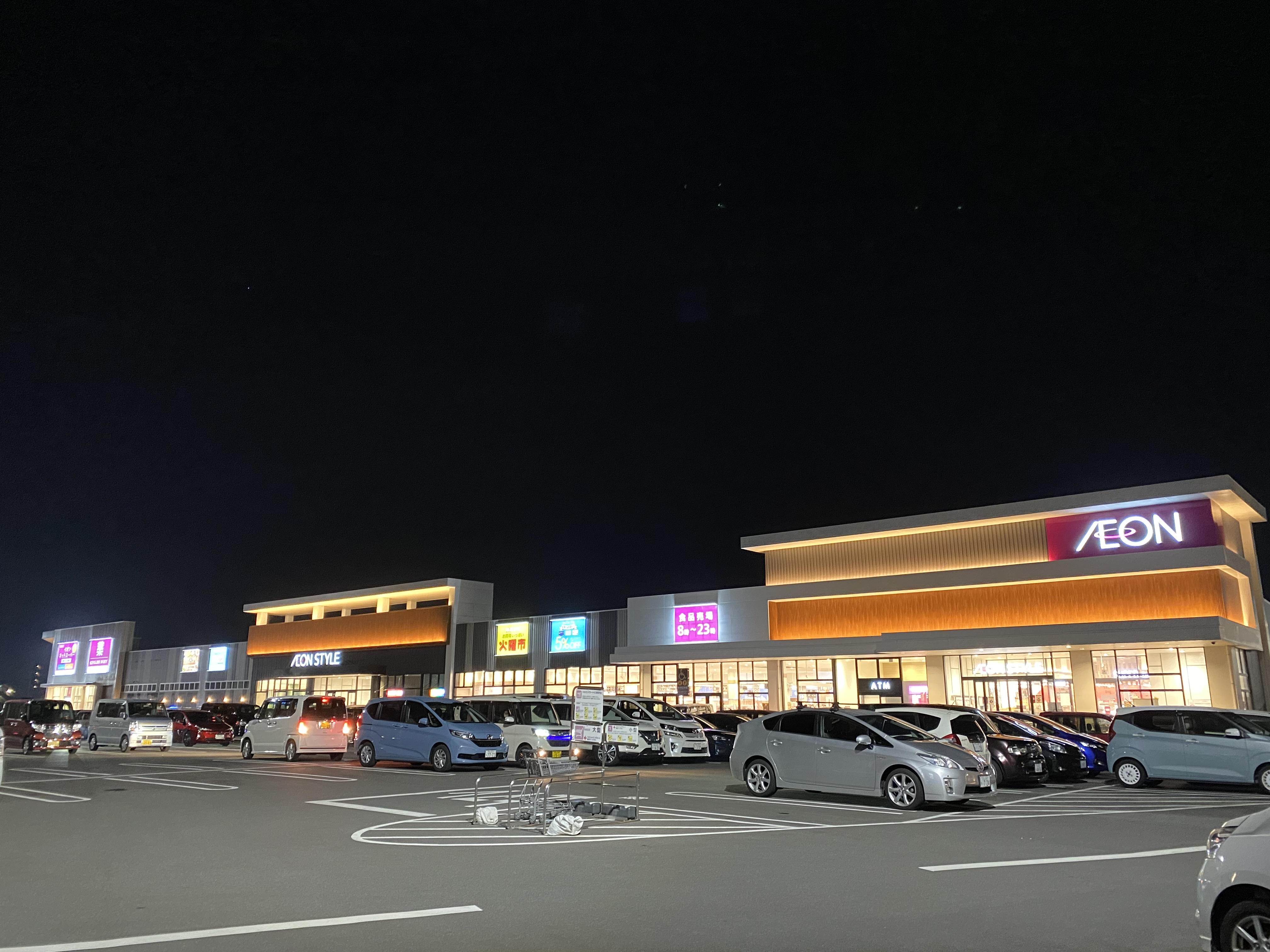
(旧)岡山店跡に再開業したイオンスタイル岡山青江

- （初代）岡山店（岡山市北区青江423-1[322]、1976年（昭和51年）12月5日開店[322] - 2014年（平成26年）9月30日閉店）
  - 敷地面積約28,626m2[322]、鉄筋コンクリート造地上2階建て一部塔屋付[322]、延べ床面積約20,730m2[322]、店舗面積約8,500m2[322]（当社店舗面積約5,802m2[322]）、駐車台数約1,000台[322]。
  - 鉄筋コンクリート3階建ての店内にはエレベータがなく、1階からR階の屋上駐車場までスロープで結んでいるのが特徴であった。
  - 旧イオン岡山店が開店して丁度38年となる2014年12月5日に区内下石井1丁目、岡山駅前に開業したイオンモール岡山の核店舗の1つとして移転オープンした。
  - 旧店舗はイオンモール岡山の臨時駐車場兼シャトルバス拠点として暫定利用されたのち、2017年（平成29年）に解体・建て替えられ[323]、2019年（令和元年）7月26日に「イオンスタイル岡山青江」として再開業された（衣食住フルラインのGMS型店舗ではあるものの、建物が平屋建てとなる）[広報 56]。

##### 広島県
- 廿日市店（廿日市市地御前1丁目1007-7[324]、1986年（昭和61年）5月開店 - 2014年（平成26年）4月30日閉店[325]）
  - 敷地面積約6,103m2[326]、鉄筋コンクリート造地下1階地上2階建て[326]
  - 廿日市駅から西へ約1.5㎞の日本製麻工場跡地にニチイ廿日市ショッピングデパートとして開発され[326]、のち廿日市サティ→イオン廿日市店。
  - 跡地は2014年（平成26年）9月に土地と建物を廿日市市が購入して隣接するJA広島総合病院と連結した医療拠点として整備・活用することになり[327]、JA広島総合病院の南棟として2024年（令和6年）4月14日に竣工した[328][329]。
- 海田店（安芸郡海田町南大正町3-30[330][331]、1982年（昭和57年）3月1日開店[331] - 2018年（平成30年）2月28日閉店[332]）
  - 敷地面積約5,300m2[331]、鉄筋コンクリート造地上5階建て塔屋1階[331]、延べ床面積約10,435m2[331]、店舗面積約9,377m2[331]（当社店舗面積約6,400m2[331]）、駐車台数約500台[331]。
  - 安芸ニチイ海田ショッピングデパートの核店舗としてニチイ海田店を開業[広報 57]、1996年9月20日に海田サティとなり、2011年3月にイオン海田店に改称した。
  - 店舗老朽化による建て替えの為閉店した[333]。
  - 建て替え後は同じグループ会社のマックスバリュ西日本（現・フジ）へ店舗継承されてSSMに業態転換し、2019年（令和元年）6月1日に「マックスバリュ海田店」としてオープンした（鉄筋骨2階建てとなり、駐車場・駐輪場を1階に設け、2階を売場とした店舗となる[広報 57]。
- 尾道店（尾道市天満町17-23[334][335]、1979年（昭和54年）5月8日開店[334] - 2019年（平成31年）2月28日閉店）
  - 敷地面積約17,067m2[334]、鉄筋コンクリート造地上2階建て塔屋1階[334]、延べ床面積約21,929m2[334]、店舗面積約10,607m2[334]（当社店舗面積約7,676m2[334]）、駐車台数約600台[334]。
  - （2代目）ニチイ尾道店として開業し[336]、1994年（平成6年）6月に尾道サティへ業態転換した[337]、2011年3月にイオン尾道店に改称した[5][338]。店舗の老朽化に伴い、一時休業の形で閉店した。
  - 閉店後、店舗は建て替えられ、2020年（令和2年）9月18日に「イオンスタイル尾道」として再開業した[広報 58]（イオンスタイル水戸下市と同様、平屋建てで食料品主体の品揃えとなる）。また、敷地内にはホームセンターのDCM尾道店（開業当時はDCMダイキ尾道店）も出店し、駐車場・駐輪場は2店舗共用となる[339]。

##### 山口県
- 安岡店（下関市梶栗町[340]、1989年（平成元年）9月15日開店[341][340] - 2013年（平成25年）9月20日閉店[342]）
  - 鉄筋コンクリート2階建てで、売り場面積は延べ5,300m2（直営売り場面積4,573m2）[340]
  - 山陽ジャスコ運営の「ジャスコ安岡店」として開業[341][343]。
  - 閉店後、同じグループ会社のマックスバリュ西日本（現・フジ）へ店舗継承されてディスカウントストアに業態転換し、2013年（平成25年）11月14日に「ザ・ビッグ安岡店」としてリニューアルオープンした[342]が、2020年（令和2年）9月30日をもって閉店。2019年（令和元年）5月に閉店した「Mr.Max綾羅木ショッピングセンター」跡へ移転し、2020年10月17日に「ザ・ビッグ綾羅木店」がオープンした[343][広報 59]。
  - 店舗建物は解体され、2024年（令和6年）4月19日にニトリ下関安岡店が開業した。[要出典]

#### 四国地区

##### 香川県
- 坂出店（坂出市京町1-4-18[344]、1974年（昭和49年）4月19日開業[345] - 2024年（令和6年）2月29日閉店[346]）
  - 敷地面積約16,788.24m2[347]、鉄骨鉄筋コンクリート造・一部鉄骨造・壁式プレキャスト鉄筋コンクリート造地上8階建て[347]、延べ床面積約83,026.92m2[347]、店舗面積約18,078m2[348]。
  - 1974年（昭和49年）4月19日に開業した「ニチイ坂出店」を前身とし[345]、建物を改築して1992年（平成4年）10月23日に[348]坂出サティとして増床して新装開店した[349]。
  - 坂出市が策定した駅前再開発計画に伴う建て替えのため閉店となり、跡地には新たな商業施設の開業が予定されている[350]。

##### 愛媛県
- 川之江店（四国中央市妻鳥町字下樋ノ上1758[351]、1999年（平成11年）11月18日開店[351] - 2019年（令和元年）9月30日閉店）
  - 店舗面積23,148m2[351]。
  - 「ジャスコ川之江ショッピングセンター」として開業（核店舗はジャスコ川之江店）[351]。2011年3月1日に核店舗がイオン川之江店となり、同年9月1日にショッピングセンターの名称もイオンタウン川之江になった。
  - イオンタウン川之江のリニューアルに伴い、一旦営業を終了する形で2019年に閉店。なお、イオンタウン川之江には県道・三島川之江線沿いに専門店で構成された別棟があり、別棟はイオン休業中も営業が続けられた[広報 60]。
  - 約2年にわたる休業期間を経て、2021年9月18日にリニューアルオープン[広報 61]。核店舗は食品スーパーマーケットとなり、イオングループのショッピングセンター初出店となるフジが運営するフジ四国中央店となった。その他、イオンタウン川之江には、四国初出店のウエルシア薬局など、様々な専門店が出店している。

#### 九州地区

##### 福岡県
- 西新店（福岡市早良区西新4-8-13[352]、1967年（昭和42年）9月13日開店[353] - 2016年（平成28年）5月31日閉店[広報 62]）
  - 店舗面積10,053m2[354]、駐車台数約170台[354]。
  - 1958年（昭和33年）9月に丸栄の1号店として開店した「丸栄西新店」が前身で[355]、1967年(昭和42年)9月に道路を隔てて新館を開設して食品や衣料品売り場を移転させて本館は家具・雑貨売り場とした[356]。1980年代末期にディスカウントストアの「トポス西新店」へ業態転換されたが、2006年に店舗ブランド整理の為「ダイエー西新店」へ再転換。前述のとおり、2015年9月に「イオン西新店」となった。九州の「イオン」では最古参店舗となったが、それ故の建物の老朽化を理由にイオン転換後わずか8ヶ月で閉店となった[357]。
  - 跡地は西日本鉄道が取得して同社が運営する有料老人ホーム「サンカルナ西新」となり、イオン九州は1階に入居して生鮮品を含む食料品や酒などに特化した小型のスーパーマーケット業態「マックスバリュエクスプレス西新店」を「サンカルナ西新」の開所に先立ち、2021年（令和3年）4月20日にオープンした[広報 63]。
- 城野店（北九州市小倉南区富士見1-4-1[358]、1981年（昭和56年）2月27日開店[広報 64] - 2017年（平成29年）1月31日閉店[広報 64]）
  - 店舗面積約10,733m2[359]。
  - 開業当初は「ダイエー城野店」として営業しており、前述のとおり、2015年9月に「イオン城野店」となった。店舗を取り巻く環境の変化や建物の老朽化を理由として閉店した[広報 64]。
  - 閉店後も約5年間放置されていたが、解体を経て2階建ての店舗へ建て替えとなり、2023年（令和5年）5月18日に一般用医薬品（第2類・第3類）も扱うスーパーマーケット「マックスバリュ城野駅前店」として開業された。テナントとしてクリーニング店が出店されているほか[360][広報 65]、同年5月26日には2階にヤマダデンキが運営する「ベスト電器 北九州城野駅前店」がオープンした[広報 66]。
- 水巻店（遠賀郡水巻町大字古賀1454-1[361]、1983年（昭和58年）4月29日開店[361] - 2017年（平成29年）3月31日閉店[広報 67]）
  - 敷地面積約37,395m2[361]、鉄筋コンクリート造地上1階建て塔屋2階[361]、延べ床面積約13,290m2[361]、店舗面積約8,384m2[361]（当社店舗面積約6,500m2[361]）、駐車台数約1,000台[361]。
  - 開業当初はユニードとして営業し、1994年4月にユニードがダイエーに合併の際、「ダイエー水巻店」に改称。前述のとおり、イオンの完全子会社の「イオンストア九州」が継承して業務委託契約を締結し[19]、2015年（平成27年）9月1日にイオン九州が運営を継承することになった[362]。イオン水巻店となった。ただし、継承と同時にイオンへの看板交換は行われず[20]、同年11月26日にイオンの看板に切り替えられることになった[363]。店舗を取り巻く環境の変化やユーザーニーズへの対応・期待されるサービス対応が十分にできないとして閉店した[広報 67]。
  - 跡地は大和ハウス工業傘下のダイワロイヤルが再開発を行い、2019年（令和元年）10月10日にショッピングセンター「ライフガーデン水巻」が開業した[広報 68]。
- 徳力店（北九州市小倉南区守恒2丁目8-8[364]、1979年（昭和54年）10月23日開店[365][366] - 2017年（平成29年）8月31日閉店[広報 69]）
  - 店舗面積約8,748m2[367]。
  - 1979年（昭和54年）10月に「ニチイ徳力店」として開店し[366]、1996年（平成8年）3月22日に徳力サティに業態転換[368]。マイカル九州が運営していたが、2007年8月21日より同社を吸収合併したイオン九州の運営となり、2011年3月1日に店舗ブランド統一により「徳力サティ」から改称した。
  - 跡地はサンリブが再開発を行い、2019年（令和元年）12月3日に同社の食品スーパー「マルショク新守恒店」を核店舗とした「マルショク新守恒ショッピングセンター」が開業した[369]。
- 福重店（福岡県福岡市西区拾六町字餅田53[370]、1983年（昭和58年）11月23日開店[371] - 2018年（平成30年）9月30日閉店[広報 70]）
  - 店舗面積15,152m2[371]
  - 開業当初はユニード運営の「福重アピロス」として営業し、1994年に4月にユニードがダイエーに合併の際、「ダイエー福重店」に改称。前述のとおり、イオンの完全子会社のイオンストア九州が継承して業務委託契約を締結し[19]、2015年（平成27年）9月1日にイオン九州が運営を継承して[362]イオン福重店となった。ただし、継承と同時にイオンへの看板交換は行われず[20]、同年10月15日にイオンの看板に切り替えられることになった[363]。ユーザーニーズへの対応や期待されるサービス対応が十分にできなくなったとして閉店した[広報 70]。
  - 跡地はパン・パシフィック・インターナショナルホールディングス傘下の長崎屋が居抜き出店し、2019年（令和元年）6月27日に「MEGAドン・キホーテ福岡福重店」が開業した[372][広報 71]。
- （初代）原店（福岡県福岡市早良区原2-756[373]、2007年（平成19年）3月8日開店[374] - 2019年（平成31年）1月31日閉店[広報 72]）
  - 敷地面積約18,843m2[373]、鉄筋コンクリート造地上3階建て塔屋1階[373]、延べ床面積約27,882m2[373]、店舗面積約14,071m2[373]（当社店舗面積約11,272m2[373]）、駐車台数約550台[373]。
  - 1976年(昭和51年)10月27日に 「ダイエー原店（初代）」として開業。後に「ユニードダイエー原店」→「ダイエー原店（2代）」を経て2005年(平成17年)10月31日に一旦閉店するが、2007年(平成19年)3月8日にマイカル九州が「原サティ」を居抜きで開業、そして2011年(平成23年)3月1日に「イオン原店」へと改称した。賃貸借契約期間の満了が閉店の理由。
  - 店舗は建て替えられ、ダイワロイヤルにより「（仮称）原ショッピングセンター」として建築されるが、2019年（令和元年）12月20日に同SCへの出店を発表[広報 73]。2020年（令和2年）11月19日に当時の核店舗名であった店舗名を引き継ぎ「イオン原店」として再開業された（旧店舗とは異なり、北棟・南棟の2館体制となるが、直営売場は北棟に集約されている）[広報 74]。
- 下大利店（福岡県大野城市下大利1-21-1[375]、1987年（昭和62年）4月10日開店[375] - 2019年（平成31年）3月31日閉店[広報 75]）
  - 敷地面積約41,000m2[375]、鉄筋コンクリート造地上2階建て塔屋1階[375]、延べ床面積約15,409m2[375]、店舗面積約8,936m2[375]（当社店舗面積約5,305m2[375]）、駐車台数約500台[375]。
  - 当時のユニードと地元資本の「下大利えびす協同組合」と共同で開発した「下大利えびすショッピングセンターピュア」の核テナントとして[376]、「ダイエー下大利店」が開業[375]。その後、幾度かの改装を経て、前述のとおり、2015年9月に「イオン下大利店」となった。建物の老朽化のため、一旦休業するかたちで閉店[377]。
  - 店舗跡には総戸数303戸の分譲マンションと商業施設などからなる住・商複合開発「MJRザ・ガーデン下大利」が建設され[378]、イオン九州は2022年（令和4年）3月10日に同敷地内にスーパーマーケット業態の「マックスバリュ下大利店'」が開店（旧店舗とは異なり平屋建てとなる）[広報 76]。
- （初代）なかま店（福岡県中間市上蓮花寺1-29-2[379]、1978年（昭和53年）9月29日開店[380][379] - 2021年（令和3年）9月30日閉店[381]）
  - 敷地面積約41,000m2[379]、鉄筋コンクリート造地上2階建て塔屋2階[379]、延べ床面積約24,200m2[379]、店舗面積約20,938m2[379]（当社店舗面積約9,635m2[379]）、駐車台数約840台[379]。
  - 当初は現在の東館にあたる「ダイエー中間店」として開業され[381]、1993年（平成5年）12月1日に[382]西館の前身となる「バンドール中間店」が[381]、1998年（平成10年）にモール館の前身となる「中間アミューズプラザ21C」が順次開業し[381]、ショッピングセンター「ショッパーズモール中間」となった[381]。前述したように、2015年（平成27年）9月に「イオンなかま店」となった[381]。東館が店舗設備の老朽化に伴う建て替えのため、一部の専門店と共に閉店した[381]。
  - 2023年（令和5年）3月10日に2代目店舗として、約1年7ヶ月ぶりに再開業した[広報 77]。
  - なお、東館よりも先に改装が進められていた西館とモール館は2022年（令和4年）4月20日にトライアルカンパニーが運営する「メガセンタートライアル中間店」が核店舗となった「プラザモールなかま」として開業され[383]、核店舗はトライアルカンパニーが運営するディスカウントストア「メガセンタートライアル中間店」となった[384]。

##### 佐賀県
- 上峰店（三養基郡上峰町大字坊所字七本谷1545[385]、1995年（平成7年）3月18日開店[386] - 2019年（平成31年）2月28日閉店[広報 78]）
  - 開業当初は「上峰サティ」の名称でマイカル九州が運営していたが、前述の徳力店や原店同様に2007年8月21日の吸収合併に伴ってイオン九州の運営となり、2011年3月1日付で「イオン上峰店」へと改称された。ユーザーニーズへの対応及び期待されるサービス対応が十分にできなくなったことと、建物の老朽化が閉店の理由。なお、閉店に先駆けて2019年1月15日に、上峰町の中心市街地活性化事業にイオン九州が参画することと、上峰店を事業用地として活用することに合意したことを発表している[広報 79]。

##### 長崎県
- 銅座店（長崎市銅座町3-8[387]、1969年（昭和44年）11月13日開店[388] - 2017年（平成29年）2月28日閉店[広報 80]）
  - 鉄筋コンクリート造地下1階・地上4階建て[388]、店舗面積4,302m2[387]。
  - 元精洋亭跡に建設された建物に「丸栄長崎店」として開業し、1970年（昭和45年）5月1日に「ユニード長崎店」と改称した[388]。ユニードがダイエー入りした際に「ショッパーズ長崎」に改称した。1994年4月にユニードがダイエーに合併の際、「ダイエー長崎店（現在のイオン長崎店）」との店舗名重複を避けるために「ダイエー銅座店」に改称。前述のとおり、2015年（平成27年）9月1日にイオン九州へ継承され[389]、イオン銅座店となった。ただし、継承と同時にイオンへの看板交換は行われず[20]、同年11月26日にイオンの看板に切り替えられることになった[363]。建物の老朽化が閉店の理由。
  - 店舗は解体され、跡地を大和ハウス工業が取得。ホテルとして建物を整備し、2020年（令和2年）3月16日にカンデオ・ホスピタリティ・マネジメントが運営する「カンデオホテルズ長崎新地中華街」が開業した[390]。
- （初代）島原店（島原市弁天町7080-1[391]、1973年（昭和48年）7月[392][393]20日開店 - 2020年（令和2年）5月31日閉店[394]）
  - 島原鉄道が建設したショッピングセンターに入居する形で「ユニード島原店」として開店し、1994年4月にユニードがダイエーに合併の際に「ダイエー島原店」に変更。前述のとおり、2015年9月に「イオン島原店」となった。
  - 再開発計画による建て替えに伴い、一旦営業を終了する形で閉店[広報 81]。
  - 2022年（令和4年）3月18日に「イオン島原ショッピングセンター」の核店舗として約1年10ヶ月ぶりに再開業された（旧店舗とは異なり、直営ゾーンと専門店ゾーンが一続きで配置された平屋建て店舗となる）[広報 82]。
- 佐世保店（佐世保市、1974年（昭和49年）6月20日開店 - 2022年（令和4年）2月28日閉店[395]）
  - イオン九州の前身となる福岡ジャスコの1号店として「ジャスコ佐世保店」が開店。地下1階・地上8階建てのペンシルビルスタイルの店舗で、閉店時点ではイオン九州が元来から運営する店舗としては最古の店舗であり[注 7]、先述の東山二条店閉店後は全国の旧ジャスコ店舗においても現存最古の店舗になっていた[396]。2011年3月1日付で「イオン佐世保店」へ改称するとともに、ショッピングセンター全体を指す「イオン佐世保ショッピングセンター」の名称もつけられた。名称変更後も丸11年営業を続けてきたが、開店から47年以上が経ち、建物の老朽化に伴い閉店となった。
  - 閉店後に解体され、地元のディベロッパーであるランドアークにより商業施設とマンションが一体となった複合ビルを建設し、イオン九州は2025年（令和7年）春を目途に商業施設の1階に新業態の店舗で再出店することを発表している。一方で、2021年（令和3年）11月に店頭で閉店を発表した後に利用客から要望や意見が寄せられたこと、また、当店の向かい側でファッションビル「アルバ西沢」を運営する西沢本店から「四ヶ町商店街からイオンの灯を消さないように」との申し出があったことから、閉店直前の2022年（令和4年）2月24日に「アルバ西沢」への出店を発表[広報 83]。同年4月29日に衣料品や日用雑貨に特化して食品は取り扱わない小型店舗の「イオン佐世保四ヶ町店」が開店した[広報 84]。

##### 熊本県
- 菊陽店（菊池郡菊陽町津久礼2474[397]、1987年(昭和62年)3月27日開店[397] - 2020年(令和2年)2月29日閉店[398][広報 85]）
  - 敷地面積約35,410m2[397]、鉄筋コンクリート造地上3階建て塔屋1階[397]、延べ床面積約16,500m2[397]、店舗面積約14,359m2[397]（直営店舗面積約5,000m2[397]）、駐車台数約2,000台[397]。
  - 「菊陽ショッピングプラザ サンリー」の核店舗の寿屋菊陽店として開業し[397]、九州ジャスコが営業を譲受して2002年（平成14年）5月19日に「ジャスコ菊陽店」として営業を再開した[399]。2011年（平成23年）3月1日付で現在の「イオン菊陽店」へ改称された。
  - 開業から32年が経ち、建物や設備の老朽化により、今後、ユーザーニーズや期待されるサービス対応が十分にできなくなったとして閉店となった。
  - 閉店後、自転車売場は大津町にあるイオン大津店内へ移転し、2020年（令和2年）3月12日に「イオンバイク大津店」として開業[広報 86]、同年3月26日には町内近隣のショッピングモール「アヴァンモール菊陽」内にマックスバリュ九州（現・イオン九州）が運営する「ザ・ビッグ菊陽店」が開業[400]。これら2店舗が徒歩圏内に開設された[398]。
  - 一方で、店舗跡は施設を保有するカリーノにて全面リニューアルが行われ、2021年（令和3年）3月25日にショッピングセンターの名称を「サンリーカリーノ菊陽」に改めて1stステージオープン（1次開業）され、核店舗はイズミのグループ会社であるゆめマート熊本が運営するスーパーマーケット「ゆめマート菊陽」となった[広報 87][広報 88][広報 89]。同年10月1日に2階の大型テナントに家電量販店のヤマダデンキ（テックランド菊陽店）が入居し、物販店舗も新たに入居した[広報 90]。
- 熊本中央店（熊本市中央区、1980年(昭和55年)4月開店 - 2025年(令和7年)2月28日閉店[401]）
  - 東亜シルクの熊本製糸工場跡に建設された「第3シルクビル」の核店舗となる「ダイエー熊本店」として開業。2015年（平成27年）9月1日にイオン九州へ運営移管されるとともに、「イオン」にはすでにイオンモール熊本の核店舗（旧ジャスコ店舗）の店舗名として熊本店が使用されているため、ブランド変更と同時に店舗名も改称された。2020年（令和2年）10月に直営フロアが縮小され、大半がアークランズ（旧ビバホーム株式会社）が運営するホームセンター「スーパービバホーム」へ転換された。再開発に伴う建て替えのため閉店となった（「スーパービバホーム」はイオンの閉店に先立ち、2024年(令和6年)11月17日をもって閉店済み[402]）。

##### 鹿児島県
- 鹿児島谷山店（鹿児島市南栄5-10-51[403]、1996年（平成8年）3月1日開店[404] - 2017年（平成29年）1月31日閉店[広報 91]）
  - 敷地面積約18,836m2[405]、地上4階建て一部5階建て[405]、延べ床面積約28,734m2[405]、店舗面積約11,100m2[405]、駐車台数約1,000台収容[405]。
  - 「ハイパーマート鹿児島谷山店」として開業した[405]ダイエー初の「ハートビル法」認定店舗であった[404]、イオンの完全子会社のイオンストア九州が継承して業務委託契約を締結し[19]、2015年（平成27年）9月1日にイオン九州が運営を継承して[362]イオン鹿児島谷山店となった。ただし、継承と同時にイオンへの看板交換は行われず[20]、同年10月9日にイオンの看板に切り替えられることになった[363]。
  - 店舗を取り巻く環境の変化やユーザーニーズへの対応・期待されるサービス対応が十分にできなくなったことが閉店の理由。
  - 跡地は鹿児島徳洲会病院が移転先として取得し[406]、2021年（令和3年）12月1日に新築移転により地上8階建ての新病院として開院された[広報 92]。
- 鹿児島鴨池店（鹿児島市鴨池2-26-30[407]、1975年（昭和50年）7月11日開店[408] - 2024年（令和6年）8月31日閉店[409]）
  - 敷地面積約36,363.63m2[410]、鉄筋コンクリート造2階建て・塔屋2階[410]、延べ床面積約32,719.01m2[410]、店舗面積20,420m2[411]（直営店舗面積13,051m2[411]）。
  - 鴨池動物園跡地に[412]「ダイエー鹿児島ショッパーズプラザ」として[410]開業し[408]、開業時点では鹿児島県下最大のスーパーであった[412]。
  - 中央広場から伸びる3本のモールに面して専門店が配置され、直営売り場と専門店街が中央広場を通じて繋がる店舗配置で開業した[410]。
  - イオンの完全子会社のイオンストア九州が継承して業務委託契約を締結し[19]、2015年（平成27年）9月1日にイオン九州が運営を継承して[362]イオン鹿児島鴨池店となった。ただし、継承と同時にイオンへの看板交換は行われず[20]、同年9月28日にイオンの看板に切り替えられることになった[363]。合併に伴い、2020年（令和2年）9月1日付で施設管理をイオン九州が継承した[広報 93]。
  - 開店から49年が経過した事による施設老朽化のため閉店となり、跡地はイオングループによって再開発が行われる予定[413]。
- （初代）姶良店（姶良市東餅田336[414]、1988年（昭和63年）11月25日開店[296] - 2016年（平成28年）2月14日閉店）
  - 元々は旧姶良町を拠点とするスーパーを運営するヱビスヤ（後のマイカル南九州）とマイカル九州が共同で開業した鉄筋コンクリート3階建ての「サンシティ・リブレ」を前身とし、核店舗には「ショッピングデパートヱビスヤ」が入居していた。2000年にマイカル南九州とマイカル九州の統合により「姶良サティ」に改称し、2007年からはマイカル九州を合併したイオン九州が運営。2011年3月に核店舗が「イオン姶良店」に改称すると同時にSC名が「イオン姶良ショッピングセンター」となった。
  - 2016年（平成28年）3月10日に隣接地に建設したイオンタウン姶良の核店舗として「イオン姶良店（2代目）」が開業した[415]。店舗は解体され、2017年4月22日に市民サービスセンター、事業所内保育施設、シネマコンプレックス、専門店街などで構成された東街区が開設された[広報 94]。

## 運営会社

### 日本
イオンは次のイオングループ各社が運営している。イオンスタイル新利府を除き、運営エリアは明確に分かれている。
2020年（令和2年）3月1日にマックスバリュ東北がイオンリテール東北カンパニーの食品事業と統合してイオン東北が発足したことより、東北地区の食品部門はイオン東北の運営となった。2021年（令和3年）9月1日にイオンリテールの東北事業本部を事業統合し、東北地方の総合スーパー（イオンおよびイオンスタイルの一部店舗）の運営が全面的にイオン東北に移管された。
- イオン北海道株式会社
  - 営業エリア：北海道
- イオン東北株式会社
  - 営業エリア：東北地区
  - マックスバリュ東北がイオンリテールより東北地区の食品事業を承継し、2020年（令和2年）3月1日付で商号変更[416]。2021年（令和3年）9月でイオンリテールの東北事業本部を統合し、東北地区での総合スーパー事業も承継された[418]。
  - 上記の通り、イオンスタイル新利府はイオンリテールとの共同運営となっている[59]。
- イオンリテール株式会社
  - 営業エリア：東北（新利府のみ）・関東・中部・近畿・中四国地区
  - ブランド変更と同時に「サティ」を展開していたマイカルを吸収合併[5]。
  - ダイエーから転換された店舗の一部は、イオンリテールストア株式会社に運営委託している[83]。
- イオン九州株式会社
  - 営業エリア：九州地区（沖縄県は含まない）
  - ダイエーから転換した店舗（イオンスタイル笹丘を含む）は、イオンストア九州株式会社から運営委託している[19]（2020年9月1日にイオンストア九州はイオン九州へ合併）。
- イオン琉球株式会社（旧・琉球ジャスコ株式会社）
  - 営業エリア：沖縄県

### 日本国外
中国やマレーシアでは日本国内での店舗ブランド統合後も「ジャスコ（JUSCO）」の屋号を継続していたが、順次日本国内と同じ「イオン（AEON）」に屋号変更している。2014年（平成26年）にはベトナムやカンボジアに順次進出したほか、中国でも江蘇省や湖北省に進出するなど、海外では店舗網の拡大が進んでいる。
なお、イオンストアーズ香港では「イオンスーパーマーケット（AEON SUPERMARKET）」の屋号で食品スーパー業態も展開している。

#### 中国
店舗数（2015年2月現在） - 58店舗（イオンストアーズ香港13店舗、イオン華東1店舗、イオン湖北1店舗、イオン華南11店舗、北京イオン5店舗、広東イオン17店舗、青島イオン東泰10店舗）
- GMS業態 - 45店舗（イオンストアーズ香港8店舗、イオン華東1店舗、イオン湖北1店舗、イオン華南9店舗、北京イオン5店舗、広東イオン12店舗、青島イオン東泰9店舗）
- SM業態 - 13店舗（イオンストアーズ香港5店舗、イオン華南2店舗、広東イオン5店舗、青島イオン東泰1店舗）

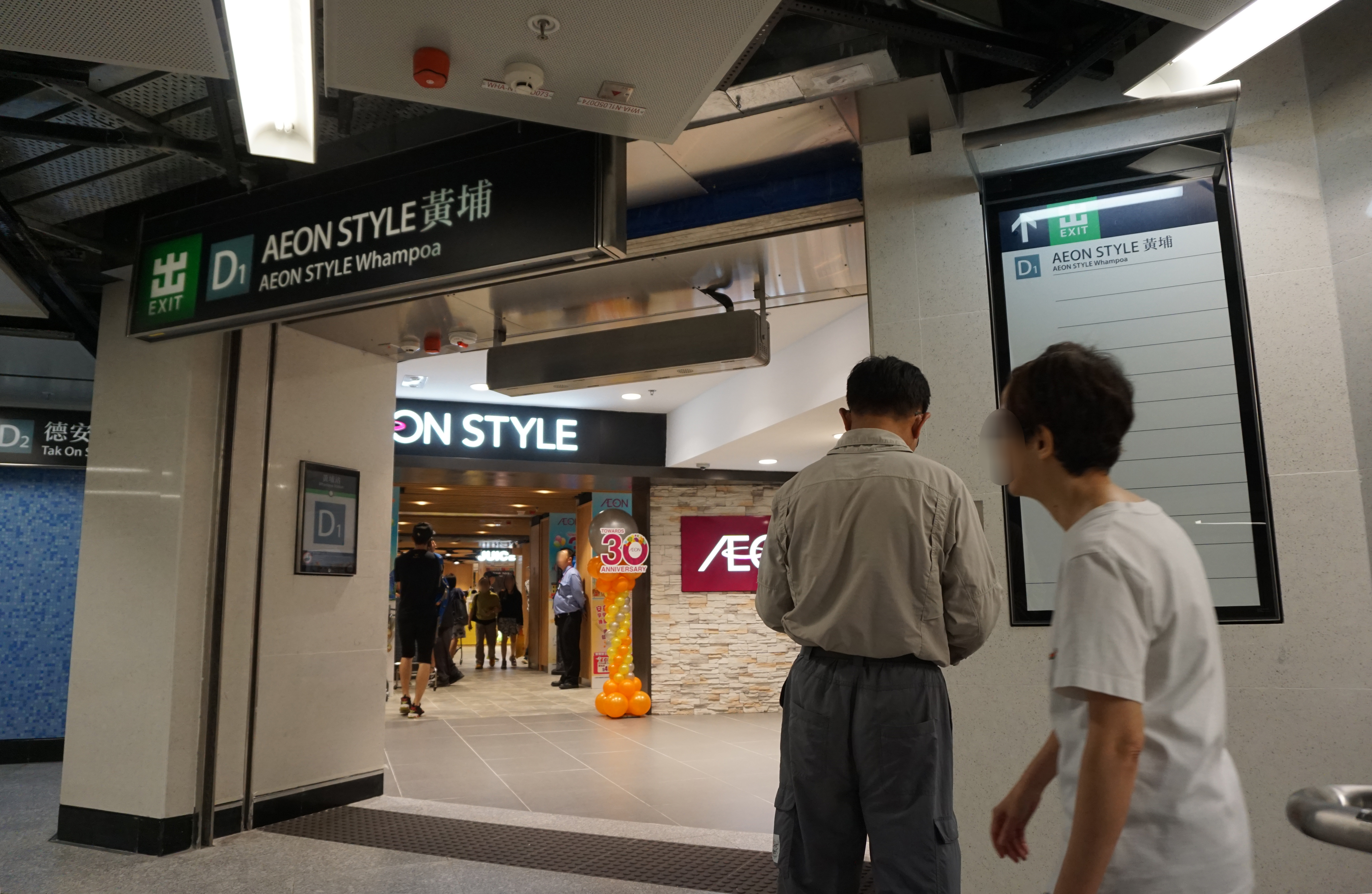
AEON黄埔駅前店（香港）

- 永旺（香港）百貨有限公司（AEON STYLE STORE (Hong Kong) Limited - イオンストアーズ香港）
  - 営業エリア：香港（太古城、紅磡）
  - イオンストアーズ香港では、2012年11月29日に旧ジャスコ荃灣店から移転オープンした新荃灣店から屋号が「AEON」となっている。[要出典]
- 永旺華東（蘇州）商業有限公司（AEON EAST CHINA (SOZHOU) CO., LTD. - イオン華東）
  - 営業エリア：江蘇省
  - 2013年5月20日設立[広報 96]。2014年4月25日にイオンモール蘇州呉中の核店舗として、イオン蘇州呉中店をオープン[419]。
- 永旺（湖北）商業有限公司（AEON (HUBEI) CO., LTD.　- イオン湖北）
  - 営業エリア：湖北省
  - 2013年3月21日設立[広報 96]。2014年12月19日にイオンモール武漢金銀潭の核店舗として、イオン武漢金銀潭店をオープン[広報 97]。
- 永旺華南商業有限公司（AEON South China Co., Ltd. - イオン華南）
  - 営業エリア：広東省（深圳市、恵州市恵城区、佛山市順徳区）
  - イオン華南では、2013年3月30日に開業した恵陽店から屋号が「AEON」となっている。[要出典]
- 永旺商業有限公司（Beijing AEON Co., Ltd. - 北京イオン）
  - 営業エリア：北京市・天津市
- 広東永旺天河城商業有限公司（Guangdong Aeon Teem Co., Ltd. - 広東イオン）
  - 営業エリア：広東省（イオン華南が運営する地区を除く）
  - 広東イオンでは、2013年1月2日に開業したスーパーマーケット海港城店から屋号が「AEON」となっており、[要出典]既存店全てを「AEON」に屋号変更することに伴って同年3月1日に広東吉之島天貿百貨有限公司（Guangdong JUSCO Teem Stores Co., Ltd、広東ジャスコチームストアーズ）から「広東永旺天河城商業有限公司」に商号を変更した[広報 98]。
- 青島永旺東泰商業有限公司（Qingdao AEON Dongtai Co., Ltd. - 青島イオン東泰）
  - 営業エリア：山東省

#### ASEAN諸国
店舗数（2015年2月現在） - 32店舗（イオンマレーシア29店舗、イオンカンボジア1店舗、イオンベトナム2店舗）
- AEON Co. (M) Bhd.（イオンマレーシア）
  - 営業エリア：マレーシア
  - イオンマレーシアでは、2012年（平成22年）4月14日にオープンしたイポーステーション18店から屋号が「AEON」となっており[420]、既存店も順次「AEON」に屋号変更されている。[要出典]
- AEON（CAMBODIA）Co.,Ltd.（イオンカンボジア）
  - 営業エリア：カンボジア
  - 2012年（平成24年）8月3日設立。2014年（平成26年）6月30日にイオンモールプノンペンの核店舗として、第1号店となるイオンプノンペン店を開店した[広報 99]。
- AEON VIETNAM CO.,LTD（イオンベトナム）
  - 営業エリア：ベトナム
  - 2011年（平成23年）10月7日設立。2014年（平成26年）1月11日にイオンモールタンフーセラドンの核店舗として、第1号店となるイオンタンフーセラドン店を開店した[広報 100]。

## 利用できる決済手段

### クレジットカード
イオンクレジットサービスがVisa・MasterCard・JCBとの提携カードを発行しており、他の国際ブランドはアメリカン・エキスプレス、ディスカバーカードに対応している。

### タッチ式電子マネー
WAON
iD、QUICPay、交通系ICカードにも対応している。

### QRコード決済
2019年（令和元年）4月17日に一部の店舗でPayPayを導入し、2021年（令和3年）9月1日にイオングループ共通アプリ「iAEON（アイイオン）」の提供を開始して、その中でイオン独自のQRコード決済AEON payに国内の店舗を導入した。

### 商品券
イオンが発行するイオン商品券、ダイエー商品券及び信販系商品券に対応している。

## POSシステム
2018年以降、日本NCR（以下、NCR）のシステムを利用したタッチパネルでの操作で完結する新型POSシステムへの全面更新が進められた。

### セルフレジ
富士通製の端末はNCR製の端末に順次置き換えられているが、当初からNCR製の端末を導入していた店舗も存在した。
- 富士通製[広報 101]
- NCR製[広報 102]